# Dreadnought

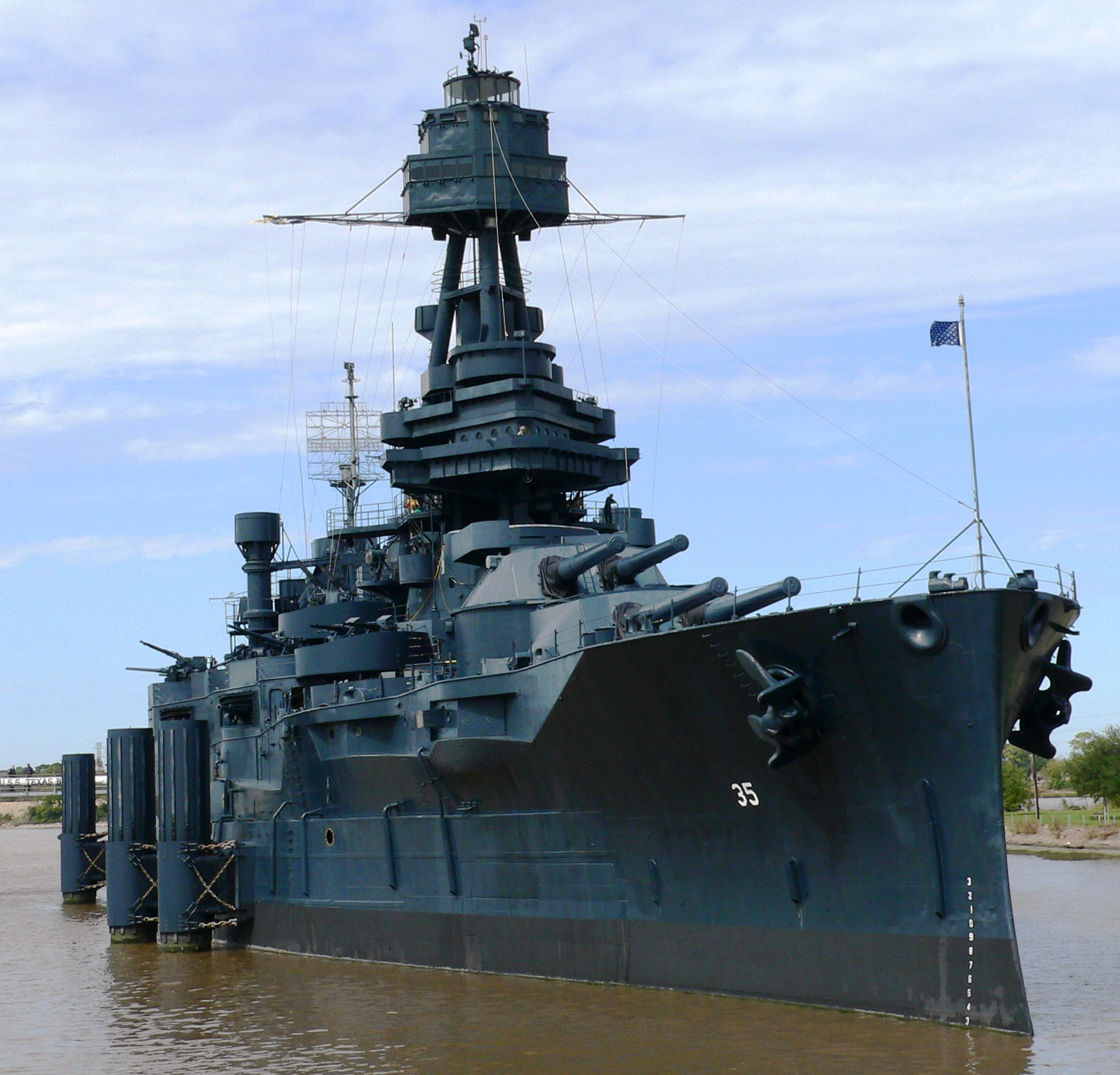
El dreadnought més antic que es conserva és el cuirassat USS Texas, que data del 1912 i actualment és un museu flotant.

El dreadnought és el vaixell de guerra cuirassat que predominà durant el segle xx. La denominació prové del primer vaixell d'aquest tipus, el HMS Dreadnought, botat per la Royal Navy l'any 1906. Aquest nou disseny disposava de dues característiques revolucionàries: un armament homogeni basat en canons de gran calibre que cona més potència de foc i un sistema de propulsió basat en turbines de vapor que n'augmenta la velocitat.
La batalla de Tsushima a la Guerra russo-japonesa va demostrar que la velocitat dels cuirassats i els grans projectils amb gran abast eren més avantatjosos en una batalla naval que les bateries mixtes de diferents mides. Tal fou la diferència que marcà que els cuirassats anteriors passaren a denominar-se tipus pre-dreadnought i els posteriors cuirassats tipus dreadnought. El desenvolupament d'aquests vaixells capitals va accelerar la cursa armamentista entre el Regne Unit i l'Imperi Alemany a qui tingui més i millors vaixells de guerra, la Royal Navy o la Kaiserliche Marine. A més a més diversos països començaren a construir cuirassats dreadnought per a augmentar llur poder naval.
L'armament principal amb tan sols canons de gran calibre ja es trobava en dissenys tant de la Marina Imperial Japonesa com de la Marina dels Estats Units d'Amèrica però l'HMS Dreadnought va sortir més aviat. El desenvolupament tècnic va continuar ràpidament. Es va augmentar l'eslora i desplaçament, així com millorar l'armament, el blindatge i l'equip propulsor. La tecnologia va evolucionar tant ràpid en temps de guerra que deu anys després el mateix HMS Dreadnought ja era obsolet en comparació amb les naus de combat més modernes i pesants  de la categoria superdreadnought. La majoria dels dreadnoughts van ser desballestats al final de la Primera Guerra Mundial, pels acords del tractat naval de Washington, tot i això alguns dels superdreadnoughts encara van servir a la Segona Guerra Mundial.
Tot i que la fabricació de les flotes de dreadnoughts va consumir una quantitat immensa de recursos al començament del segle xx només hi va haver una batalla notable en la qual van participar: la batalla de Jutlàndia, durant la Primera Guerra Mundial, que va enfrontar britànics i alemanys amb un resultat incert. El mot dreadnought va caure en desús després de la Primera Guerra Mundial, sobretot després del tractat naval de Washington, car tots els cuirassats que quedaven i els nous models tenien les mateixes característiques. Es continua a utilitzar aquesta denominació per a creuers de batalla que tot i no tractar-se de cuirassats van heretar els mateixos aspectes clau de disseny (armament i propulsió) que els mateixos dreadnoughts.

## Orígens

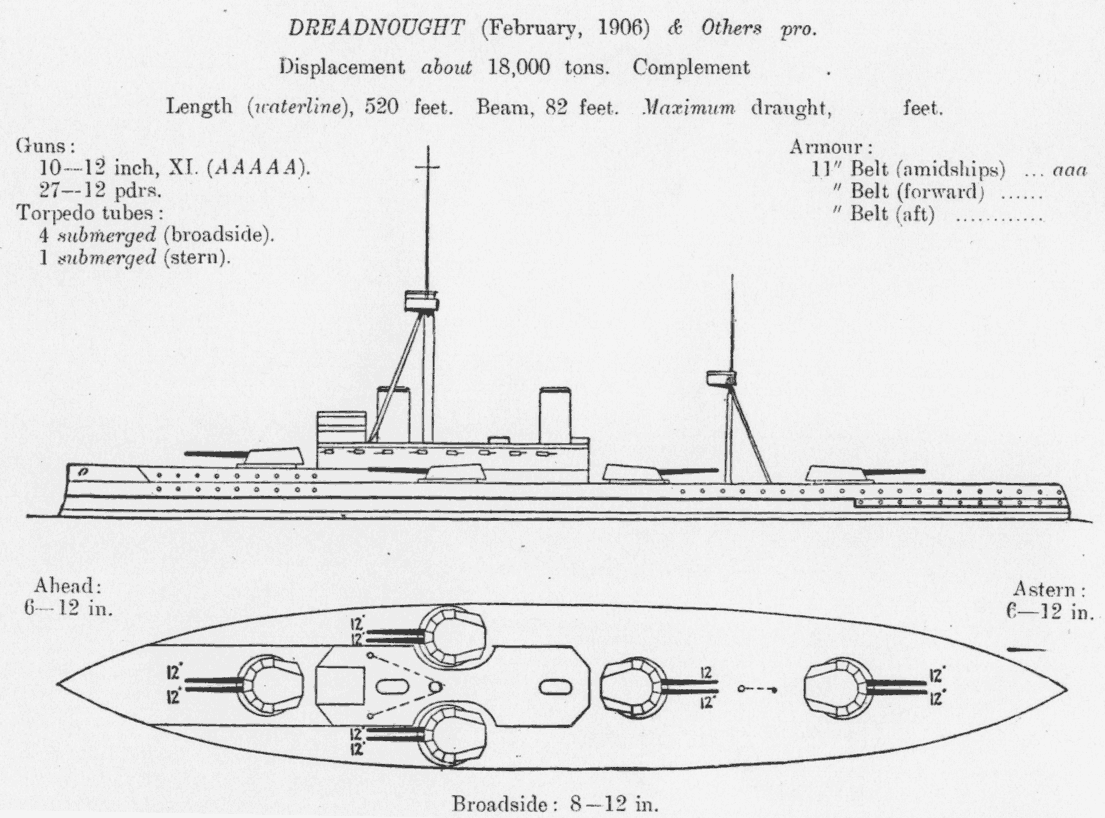
Plànol del, posat en servei en 1906, publicat en el Jane's Fighting Ships.

El característic armament pesat monocalibre dels dreadnought va ser desenvolupat en els primers anys del segle xx, quan cada armada important cercava incrementar la potència de foc i abast dels seus cuirassats. La majoria dels pre-dreadnought tenien un armament principal de quatre peces de 305 mm, amb una armament secundari d'entre sis i divuit canons de foc ràpid amb calibres compresos entre els 120 i els 190 mm, complementats amb peces menors. Alguns dissenys tenien una bateria intermèdia de 203 mm. Devers 1903, a diversos països circulaven propostes formals sobre l'armament monocalibre.
Els dissenys monocalibre van començar gairebé simultàniament en tres països. L'Armada Imperial Japonesa va autoritzar el 1904 la construcció del Satsuma, amb dotze canons de 305 mm, construït a partir de 1905. L'Armada Real Britànica va dissenyar l'HMS Dreadnought des del gener de 1905 i va començar la construcció a l'octubre. L'Armada dels Estats Units va autoritzar l'USS Michigan, armat amb vuit peces de 305 mm, al març de 1905 que es va construir a partir del desembre de 1906.
La transició a l'armament monocalibre va ser adoptada a causa dels avantatges que l'armament pesat oferia tant en potència com en control de foc. Els nous canons de 305 mm eren capaços de provocar més danys i tenien un abast més ampli que els calibres de 254 o 234 mm. També tindrien avantatges en el control de tir. A llargues distàncies, s'observava les columnes d'aigua que aixecaven els projectils quan impacten contra el mar per a apuntar els canons. En el cas d'obrir foc amb canons de diversos calibres, no es podia discriminar l'origen del tret. La importància d'aquest punt encara na fa unanimitat.

### Artilleria de gran calibre
En les batalles navals de la dècada de 1890, l'arma decisiva va ser el canó de calibre mitjà, usualment de 152 mm, capaç de foc ràpid a curta distància, car l'artilleria naval era massa imprecisa a llargues distàncies. A curta distància, els canons lleugers són molt precisos, i per l'alta cadència de foc permet copejar l'objectiu repetidament. A la batalla del riu Yalu de 1894, els japonesos, que la van guanyars, no van obrir foc fins que els objectius xinesos eren a 3,9 km i la major part dels atacs es van fer a tan sols 2.000 m de distància.
En els primers anys de la dècada de 1900, els almiralls britànics i nord-americans preveien que els futurs cuirassats entressin en combat a distàncies més llargues, a mesura que l'abast dels torpedes s'incrementava. El 1903, l'Armada dels Estats Units va ordenar el disseny d'un torpede efectiu a 4.000 iardes (3.658 m). Els almiralls van concloure que era menester entrar en combat a una distància superior. El 1900, l'almirall John «Jackie» Fisher, al comandament de la Flota del Mediterrani de la Marina Real Britànica, va ordenar uns exercicis de tir amb peces de 152 mm a una distància de 5500 m. El 1904, l'Escola de Guerra Naval (Naval War College) nord-americana va estudiar com podien afectar les tàctiques dels cuirassats quan es feia servir torpedes amb un abast d'entre 6.400 i 7.300 m.
L'abast dels canons de petit i mig calibre era limitat, i llur precisió baixava molta a mesura que la distància de l'objectiu augmentava. A llargues distàncies, una cadència de tir elevada no tenia gaire advantatges. Un tret precís depenia de l'observació de l'impacte a l'aigua de la salva prèvia, la qual cosa limitava la quantitat de trets a realitzar, és a dir, no es podia disparar novament fins a comprovar on havia impactat el projectil anterior.
Als primers anys del segle xx, l'abast efectiu de l'artilleria pesada es va incrementar. Això va ser demostrat durant exercicis de tir el 1904, i confirmat en combat durant la batalla de Tsushima el 1905.

### Bucs amb artilleria pesada de calibre mixt

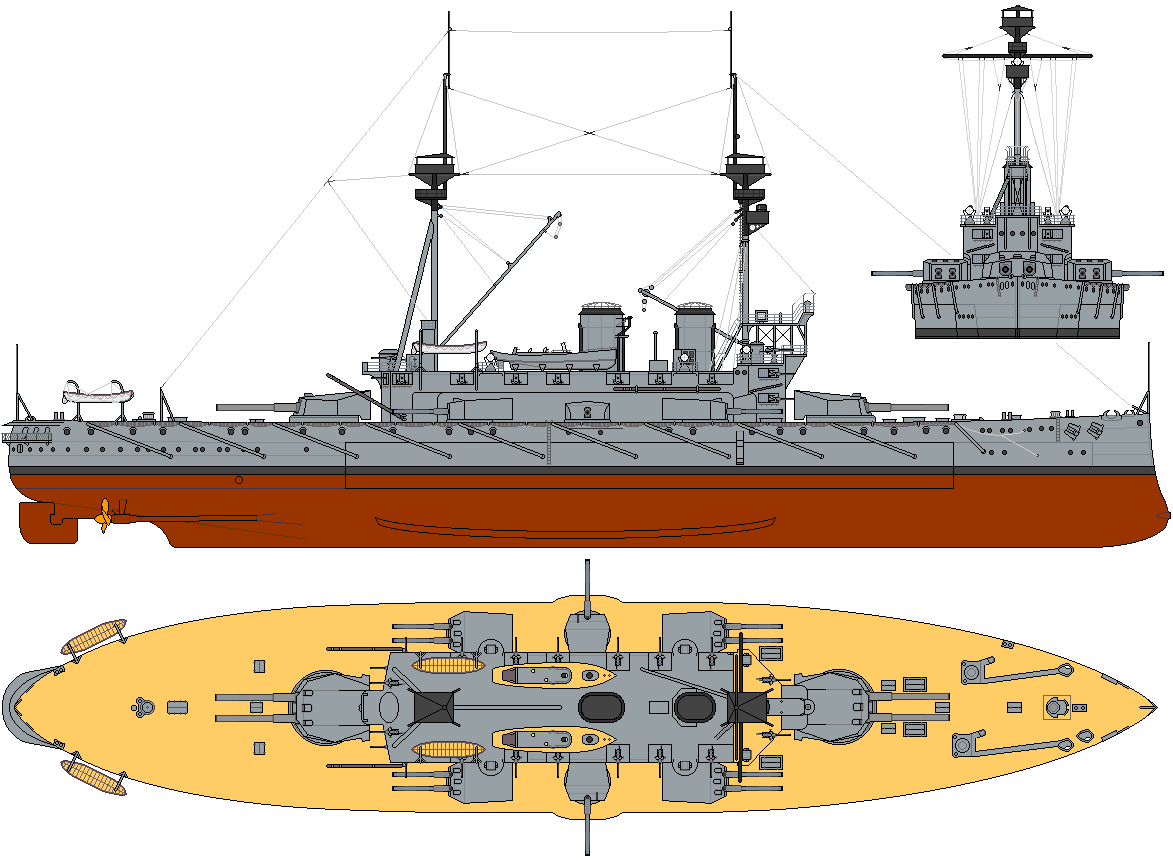
El HMS Agamemnon, cuirassat amb artilleria pesada de calibre mixt de la Classe Lord Nelson. El seu armament estava format per quatre peces de 305 mm i deu de 234 mm.

Es podia fer cuirassats més potents quan es reemplaçava l'armament secundari per armes suplementàries d'artilleria pesada, usualment de 234 o 254 mm. Aquests bucs van ser descrits originalment com a bucs amb artilleria pesada de calibre mixt, i posteriorment denominats semi-dreadnoughts. Comprenia les classes britàniques Lord Nelson i King Edward VII, la francesa classe Danton i el primer membre de la japonesa Classe Satsuma. Durant el procés de disseny d'aquests bucs ja es va discutir una alternativa monocalibre.
A la revista Proceedings of the US Naval Institute de juny de 1902 hi havia un comentari del professor P.R. Alger, expert en artilleria de l'Armada nord-americana, que proposava una bateria principal de vuit canons de 305 mm en torretes dobles. Al maig de 1902, l'Oficina de Construcció i Reparació (Bureau of Construction and Repair) va proposar un disseny de cuirassat amb dotze canons de 254 mm en torretes dobles, dues a cada extrem i quatre a cada banda. El capità de corbeta H.C. Poundstone va enviar un document al president Theodore Roosevelt al desembre de 1902 al qual sol·licitava  cuirassats més grossos. En un apèndix, Poundstone suggeria que més canons de 280 mm i 229 mm era preferible a una combinació méssage petita de canons de 305 mm i 229 mm. El Naval War College i el Bureau of Construction and Repair va estudiar aquestes idees entre 1903 i 1905. Simulacions militars iniciades al juliol de 1903 van mostrar que un cuirassat armat amb dotze canons de 305 mm o de 280 mm en una disposició sisavada  seria equivalent a tres o més cuirassats convencionals.
A la Marina Real Britànica passava el mateix. El 1902-1903 ja havia circulat un disseny amb un potent armament pesat de dos calibres, compost de quatre peces de 305 mm i dotze de 234 mm. No obstant això, l'Almirallat va decidir construir tres nous Classe King Edward VII, equipats amb una combinació de canons de 305, 234 i 152 mm, durant el programa de construcció naval del bienni 1903-1904. El concepte va tornar quan es preparava el programa de 1904-1905, amb la Classe Lord Nelson. Les restriccions en envergadura i màniga van comportar la reducció de les armes centrals de 234 mm. S'hi van instal·lar torretes amb una única peça en lloc de dobles. L'armament consistia aleshores en quatre peces de 305 mm, deu de 234 i cap de 152 mm. El constructor d'aquest disseny, J.H. Narbeth, va oferir una alternativa amb un armament de dotze peces de 305 mm, encara que l'Almirallat el va acceptar. Es va optar per a calibres mixts, parcialment per la urgència de construir bucs ràpidament per mor de la tibant situació provocada per la guerra russo-japonesa.

### Canvi a dissenys monocalibre
La substitució dels canons de 6 polzades (152,4 mm) i 8 polzades (203,2 mm) per uns altres de 9,2 polzades (233,7 mm) i 10 polzades (254 mm) va incrementar la potència de foc dels cuirassats, especialment a llargues distàncies. Un armament pesat uniforme oferia altres avantatges, com ara una logística simplificada. Quan els Estats Units consideraven fer servir calibres mixts per la classe South Carolina, William Sims i Homer Poundstone van inisisir que un armament homogeni era més pràctic, tant per la logística, com per reemplaçar artillers ferits o reparar equipament danyat.
Un disseny monocalibre implica una racionalització de la direcció de tir: així n'hi havia prou amb una única sèrie de càlculs per a ajustar l'abast del tret. Alguns historiadors mantenen que un calibre uniforme és particularment important a causa del risc de confusió entre impactes a l'aigua de 12 polzades (304,8 mm) i de calibres menors, que fan complicat estimar la distància. De totes maneres, aquest punt de vista és controvertit, car el control de tir el 1905 no estava prou avançat per poder fer servir la tècnica de foc en salva en la qual aquesta confusió podia ser important i la confusió entre diferents columnes d'aigua per impacte de projectils no semblava preocupar els dissenyadors d'equip monocalibre.
Malgrat això, la possibilitat d'enfrontaments a distàncies més grans va ser important a l'hora de decidir que els canons més pesats havien d'esdevenir estàndard, els de 12 polzades (304,8 mm) millor que els de 10 polzades (254 mm). A més, els nous dissenys de 305 mm tenien una cadència de foc considerablement alta, i així eliminaven l'avantatge del qual fins llavors gaudien l'artilleria més petita. El 1895, un canó de 305 mm podia disparar cada quatre minuts, però el 1902 ja reixia fer-ho dues vegades per minut. El 1903, l'arquitecte naval Vittorio Cuniberti va publicar un article titulat «An Ideal Battleship for the British Navy» («Un cuirassat ideal per a l'Armada Britànica»), que advocava per un buc de 17.000 t amb un armament principal de dotze canons de 305 mm, amb un blindatge del mateix espessor i amb una velocitat de 24 nusos (44 km/h). La idea de Cuniberti, que ja havia proposat a l'Armada del seu propi país, la Regia Marina, era utilitzar l'alta cadència de foc dels nous canons de 305 mm per produir un foc ràpid, constant i devastador en lloc de la calamarsa de foc de l'artilleria més lleugera. Quelcom similar sotsjeia en l'aproximació dels japonesos als calibres pesats. A Tsushima, els projectils japonesos contenien una proporció d'explosiu d'alt poder superior a l'habitual, i tenien espoletes ajustades per esclatar al contacte que provocaven incendis en lloc de penetrar en el blindatge. L'elevada cadència de foc va posar els fonaments per als futurs avanços en els sistemes de control de tir.

### Primers cuirassats

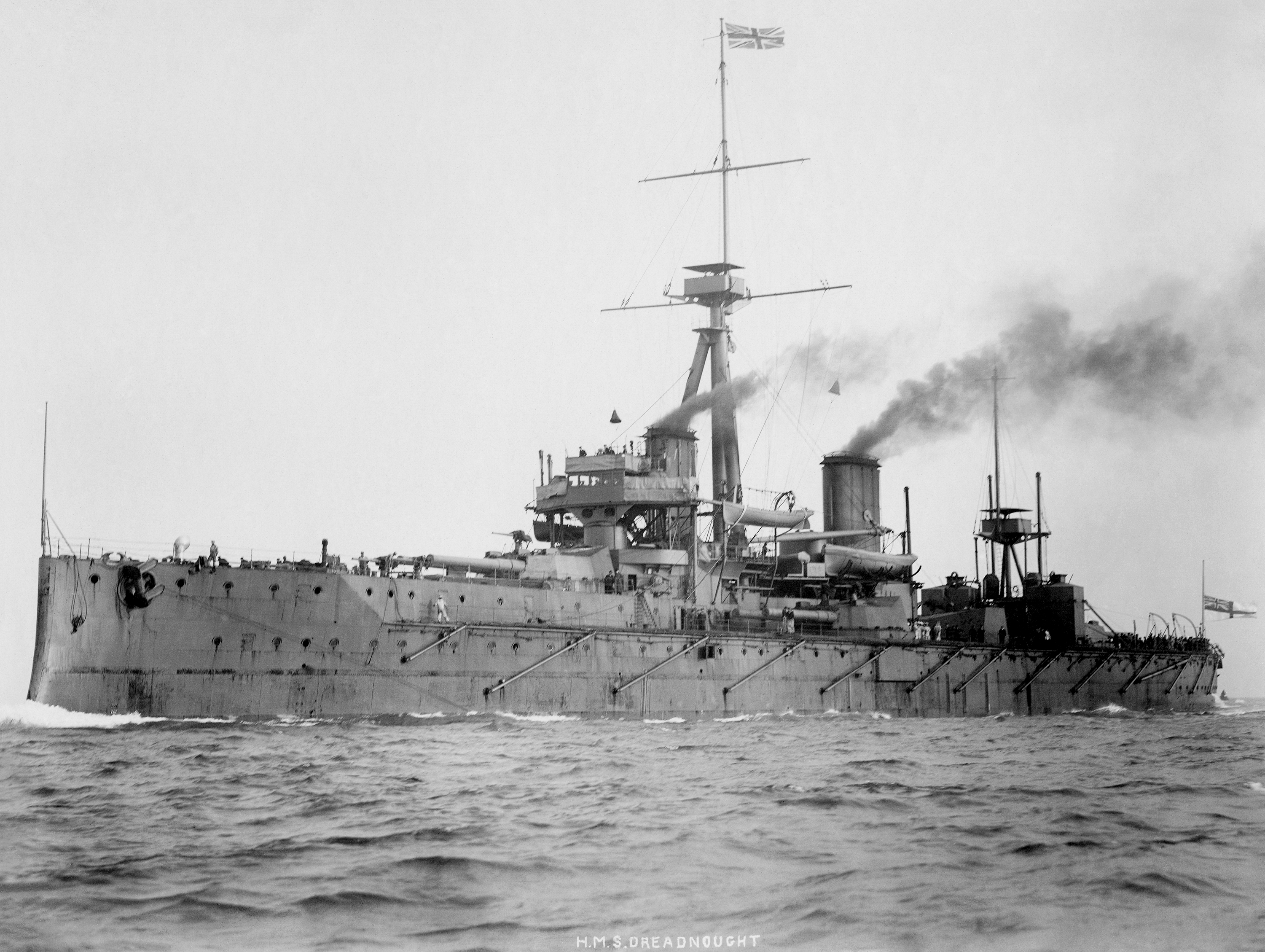
El HMS Dreadnought, primer cuirassat del seu tipus al món.

Al Japó, els dos cuirassats del Programa 1903-1904 van ser els primers del món a ser posats en graderia com a bucs monocalibre, amb vuit canons de 305 mm. No obstant això, el blindatge del seu disseny va ser considerat massa lleuger, el que va requerir un redisseny considerable. Les pressions financeres de la guerra russo-japonesa i el limitat subministrament de canons de 305 mm, que venien del Regne Unit, van comportar que aquests bucs fossin equipats amb una barreja de canons de 305 i 254 mm. El disseny original també va mantenir uns tradicionals motors de vapor de triple expansió, en lloc de les turbines de vapor del Dreadnought.
Els dreadnought van arribar al Regne Unit l'octubre de 1905. Ja feia temps que el nou Primer Lord del Mar, Jackie Fisher advocava per les noves tecnologies a la Marina Real Britànica, i era favorable al concepte del cuirassat monocalibre. Fisher és freqüentment acreditat com el creador dels dreadnoughts i el pare de la gran flota d'aquestes naus del Regne Unit, una idea que ell mateix va contribuir a reforçar. No obstant això, és possible el principal interès de Fisher era el desenvolupament de creuers de batalla, i no de cuirassats.
Quan va ser nomenat Lord del Mar, Fisher va organitzar un comitè per a estudiar els futurs cuirassats i creuers cuirassats. El comité va començar a concebre un nou cuirassat. Les especificacions per al nou buc eren una bateria principal de 305 mm i canons antitorpederos, sense calibres intermedis, així com una velocitat de 21 nusos, dos o tres nusos superior a la dels cuirassats existents. Els dissenys inicials incloïen 12 canons de 305 mm, encara que davant la dificultat de plaçar les peces el director del projecte va tornar a la configuració de quatre canons de 305 mm complementats amb setze o divuit de 9,2 polzades (233,7 mm). Després d'una anàlisi dels informes sobre la batalla de Tsushima per l'oficial William Christopher Pakenham, el comitè va escollir una bateria principal de deu canons de 305 mm al costat de vint-i-dues peces de 76 mm com a armament secundari. També es va decidir emprar turbines de vapor com a planta motriu, alguna cosa sense precedents en un gran vaixell de guerra. La major eficiència de les turbines significava que podia atènyer la velocitat de 21 nusos podia amb un buc més petit i barat que si s'emprés un motor de combustió. El temps de construcció de l'HMS Dreadnought va ser curtíssim. La quilla va ser posada en graderia el 2 d'octubre de 1905, va ser botat el 10 de febrer de 1906, i la construcció es va acabar el 3 d'octubre de 1906, en una clara mostra del poder industrial britànic.
Els primers dreadnoughts nord-americans, van ser els dos cuirassats de la classe South Carolina. Els plans de detall es van fer entre juliol i novembre de 1905, i van ser aprovats pel departament de construcció el 23 de novembre de 1905. No obstant això, l'execució va ser lenta, les especificacions per als oferents, es van publicar el 21 de març de 1906 i els contractes, es van signar el 21 de juliol de 1906. Els dos bucs, van ser estrenats el desembre de 1906, després de la terminació del Dreadnought.

## Disseny
Els dissenyadors dels dreadnoughts van assajar de donar tota la protecció, velocitat i potència de foc possible en un vaixell d'una grandària i cost realistes. La marca distintiva dels bucs era l' armament compost únicament per canons de gran calibre, però també es distingien per tenir un gruixut blindatge, concentrat fonamentalment en un cinturó cuirassat a l'altura de la línia de flotació i en una o més cobertes blindades. Addicionalment, l'armament secundari, control de foc, equipament de comandament i protecció contra torpedes també va haver de ser ficat a l'interior del casc.
La conseqüència inevitable de la demanda de velocitat, potència de foc i protecció, va significar que el desplaçament i cost dels bucs va augmentar. El Tractat naval de Washington de 1922 va limitar a 35.000 tones el desplaçament dels capital ships («bucs cabdals»). En els anys següents es va encarregar la fabricació de mant vaixell que s'ajustava als límits del tractat. No obstant això, la decisió del Japó d'abandonar el tractat en la dècada de 1930 i el començament de la Segona Guerra Mundial van fer irrellevants les limitacions.

### Armament

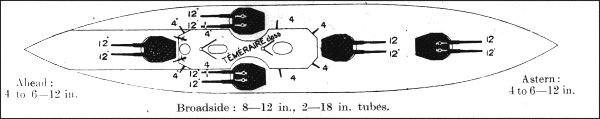
Plànol del Bellerophon mostrant la distribució de l'armament en els primers dreadnoughts anglesos. La bateria principal es disposa en torretes bessones, amb dues en les «ales»; la bateria secundària, més lleugera, es va distribuir al voltant de la superestructura.

Els Dreadnought muntaven una bateria principal uniforme de canons de gran calibre; el nombre, grandària i distribució diferia segons cada disseny. El Dreadnought mateix, muntava deu canons de 12 polzades (304,8 mm). Els canons de dotze polzades havien estat l'estàndard per a la majoria de bucs en l'era pre-dreadnought i això va continuar sent així en els primers cuirassats dreadnought. La marina imperial alemanya era una excepció, perquè va equipar la seva classe de dreadnought, la Classe Nassau, amb canons de 280 mm.
Els dreadnought també tenien armes lleugeres, molts dels primers dreadnought muntaven armament molt lleuger destinat a atacar les llanxes torpederes enemigues. No obstant això, el calibre de les armes més lleugeres va apujar, a mesura que l'abast dels torpedes i la resistència dels destructors (que també llançaven torpedes) va augmentar. Des del final de la Primera Guerra Mundial, els bucs havien de muntar a més armament antiaeri, compost per un gran nombre d'armes lleugeres.
Els dreadnought sovint tenien també tubs llançatorpedes. En teoria, una línia de cuirassats equipats amb torpedes podia llançar una devastadora andanada sobre una línia de bucs enemics que navegués en paral·lel; però en la pràctica, pocs torpedes llançats des de cuirassats van impactar en l'enemic. S'hi havia d'afegir el risc que el foc enemic fes explotar els torpedes emmagatzemats en coberta, el que era un greu risc per a la supervivència del buc.

#### Disposició de l'armament principal
L'eficàcia dels canons depenia en part de la disposició de les torretes. El Dreadnought i els bucs britànics que li van seguir, muntaven cinc torretes: dos a proa i una en popa, situades en la línia de cossia del vaixell i altres dos, una en cada broda, a l'altura de la superestructura. Aquesta disposició permetia el tret de tres torretes cap a davant o de quatre cap a un costat del vaixell. Els Dreadnought alemanys com el SMS Nassau i els bucs de la Classe Helgoland van adoptar una disposició sisavada amb una torreta a popa, una altra a proa i dues a cada costat de la superestructura; això permetia el muntatge de més canons, però el mateix nombre de canons podien disparar cap a davant o de costat que en el Dreadnought.
Els dissenyadors de dreadnought van experimentar amb diferents disposicions dels canons. El buc britànic HMS Neptune va col·locar en diferent altura les torretes de les bandes, de manera que tots els canons poguessin disparar cap a un costat del vaixell, una característica també present en, els bucs alemanys de la Classe Kaiser. No obstant això, amb aquesta disposició, es podien causar danys en les parts del vaixell que es trobaven sota els canons que disparaven, a més sotmetia a fortes tensions a l'estructura del vaixell.
Si totes les torretes eren en la línia de cossia del vaixell, les tensions estructurals romanien relativament baixes. Aquesta disposició permetia a més que tota la bateria principal disparés cap a un costat del vaixell, encara que no totes el poguessin fer en l'adreça de la marxa del buc. Això també implicava que el casc fos més llarg, la qual cosa significava un desafiament per als dissenyadors; un vaixell més llarg requeriria dedicar més tonatge al blindatge per obtenir la mateixa protecció; i els sistemes de càrrega dels canons interferien amb la distribució de calderes de vapor i màquines. per aquestes raons no es considerava un èxit, el HMS Agincourt, que muntava un nombre rècord de 14 canons de dotze polzades, no l'hi va considerar un èxit.

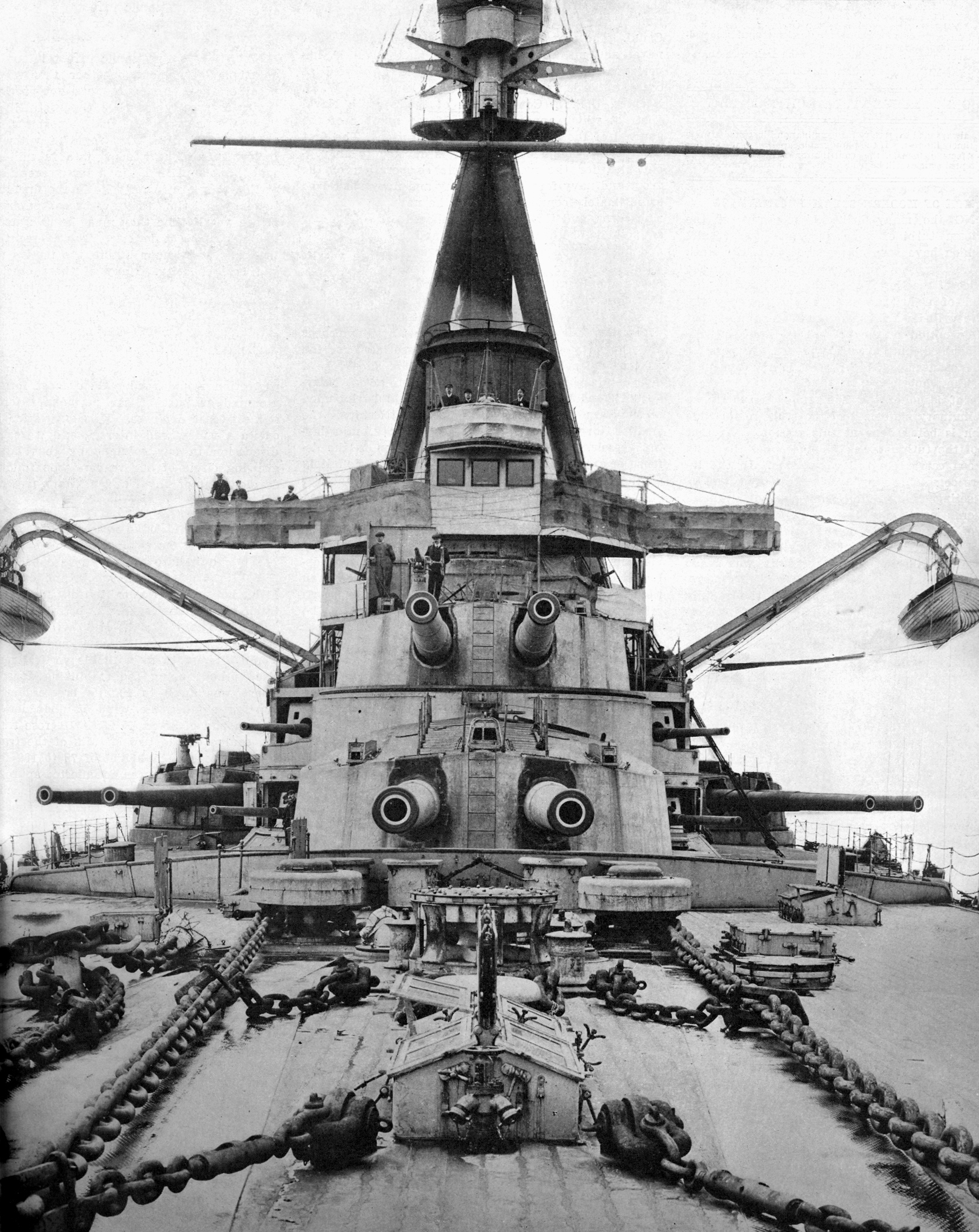
Dues torretes del Minas Gerais; observeu que estan disposades una per sobre de l'altra, permetent a la superior disparar per sobre de la inferior.

Una disposició escalonada implicava superposar una o dues torretes perquè els canons poguessin fer foc cap a davant alhora. Encara que l'Armada dels Estats Units va incloure aquesta característica en els seus primers dreadnought Classe South Carolina el 1906, les d'altres països van trigar més a fer-ho per qüestions de disseny (la Royal Navy la va adoptar en la Classe Orion el 1910). La principal preocupació residia a comprovar fins a quin punt l'esclat del tret dels canons que eren per damunt podia danyar la torreta inferior. En aixecar les torretes també s'alçava el centre de gravetat del vaixell. No obstant això, aquesta distribució era la que oferia més potència de foc amb un mateix nombre de canons. Ja en la Segona Guerra Mundial, la disposició era un estàndard.
Inicialment, tots els dreadnought tenien dos canons a cada torreta. Com a part de la solució al problema de la distribució de les torretes, se'n van col·locar tres, o fins i tot quatre canons per torreta. Menys torretes significava que el vaixell podia ser més curt o tenir més espai per a la maquinària. D'altra banda, significava que en el cas que un projectil enemic danyés una torreta, una part més grossa de l'armament principal quedaria fora de servei. El risc d'interferència entre els canons d'una mateixa torreta a causa de les ones de xoc produïdes a l'interior de l'ànima reduïa una miqueta la cadència de tir. El primer país a adoptar la torreta triple va ser Itàlia en el Dante Alighieri, seguit per Rússia amb la Classe Gangut, la classe austrohongaresa Classe Tegetthoff, i la nord-americana Classe Nevada. La marina reial britànica no va adoptar la torreta triple abans la fi de la Primera Guerra Mundial, amb la Classe Nelson. Alguns dissenys posteriors van utilitzar torretes quàdruples, incloent-hi la classe King George V anglesa i la Classe Richelieu francesa.

#### Armament principal
En comptes d'augmentar el nombre de canons, era més eficient augmentar la capacitat de foc de cada canó. Per això és va apujar el calibre de cada canó i, per tant, el pes del projectil, o allargar la canya del canó, per a augmentar la velocitat de sortida. Qualsevol de les dues opcions augmentaven l'abast i capacitat de penetració.

Animació mostrant el funcionament de l'armament principal d'un dreadnought, basat en el canó britànic Canó naval BL Mark I de 15 polzades, utilitzat en els super-dreadnought.

Tots dos mètodes d'incrementar la potència oferien avantatges i desavantatges, en general, més velocitat de sortida significava més desgast de l'ànima amb cada tret. A mesura que es disparaven projectils amb un canó, es desgastava l'interior dels canons, perdien precisió i a la fi havient de ser reemplaçats. Arribat un moment, això va començar a ser problemàtic; l'Armada nord-americana va considerar seriosament deixar de fer pràctiques de tir amb els canons més pesats el 1910 per mor del desgast dels ánimes. Els desavantatges dels canons més pesats eren dobles: primer, canó i torreta eren molt més pesats; i segon, calia disparar els projectils més pesats i lents amb major més gran per al mateix abast, i això afectava al disseny de les torretes. No obstant això, el gran avantatge d'incrementar el calibre era que els projectils més pesats eren menys afectats per la resistència de l'aire i, per tant, tenen més capacitat de penetració a grans distàncies.
Les diferents armades van enfocar la decisió del calibre de diferents formes. Per exemple, la marina alemanya, generalment feia servir un calibre més petit que el dels bucs equivalents britànics, el calibre 12 polzades (304,8 mm), quan l'estàndard britànic era 13,5 polzades (342,9 mm). Perquè la qualitat de la metal·lúrgia alemanya era millora, el canó alemany de 12 polzades era superior al britànic del mateix calibre, en termes de pes del projectil i de velocitat de sortida; i perquè els canons alemanys eren més lleugers que els de 13,5 polzades dels seus rivals anglesos, els vaixells alemanys podien dedicar més pes al blindatge.
En general, el calibre dels canons va tendir a apujar. En la Marina Reial Anglesa la classe Orion, llançada el 1910 hi havia deu canons de 13.5 polzades, tots en la línia de cossia. La Classe Queen Elizabeth, de 1913 utilitzava vuit canons de 15 polzades (381 mm). En totes les armades, el calibre dels canons augmenta i el nombre de canons va baixar per a compensar. Amb menys canons, la distribució deixés de ser un problema i les torretes en la línia de cossia van esdevnir la norma.
Un pas més en les modificacions va ser planejada i establerta al final de la Primera Guerra Mundial. El 1917, els cuirassats japonesos Classe Nagato tenien canons de 16 polzades (406,4 mm), que va ser ràpidament igualada per l'armada nord-americana amb la Classe Colorado. Tant el Japó com el Regne Unit planejaven cuirassats amb canons de 18 polzades (457,2 mm), en el cas britànic, la classe N3. Tanmateix, el tractat naval de Washington va prohibir aquests canons immensos.

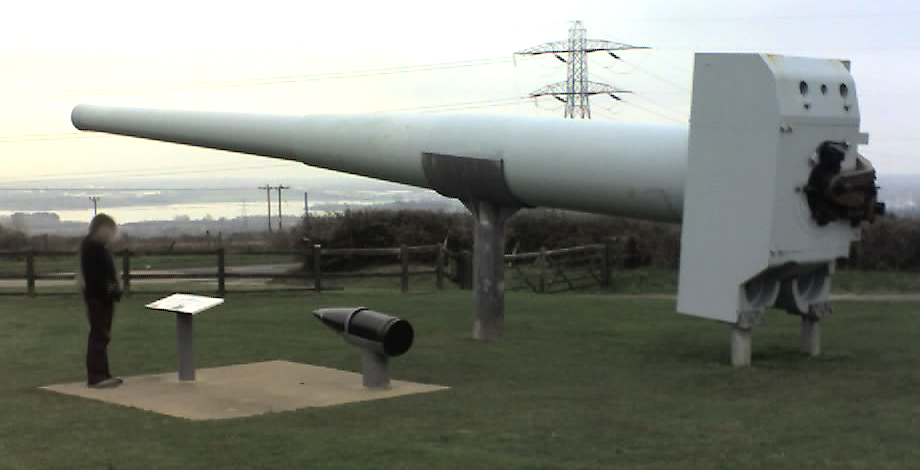
Un canó naval de 14 polzades, els que muntaven els cuirassats de la classe King George V

El tractat de Washington limitava el calibre dels canons a 16 polzades (406 mm). Tractats posteriors van conservar aquest límit, encara que reduccions del límit a 11, 12, o 14 polzades van ser proposades. Els únics a trencar el tractat van ser els japonesos amb la Classe Yamato, començada el 1937 (després que el tractat expirés), que equipava canons de 18 polzades 460 mm. A la meitat de la Segona guerra mundial, el Regne Unit utilitzava canons de 15 polzades que havien estat guardats com a recanvis per la Classe Queen Elizabeth, per armar l'últim cuirassat britànic, el HMS Vanguard.
Certs dissenys de l'era de la Segona Guerra Mundial proposaven un altre moviment cap a armament de grans dimensions, la classe H alemanya de 1944 incloïen canons de 20 polzades (508 mm) i hi ha documents que proven que Hitler volia calibres tan elevats com de 24 polzades (609 mm); la Classe Superyamato japonesa també hauria muntat canons de 508 mm. Cap d'aquests plans ha sortit de l'etapa de la taula de dibuix.

#### Armament secundari
Els primers dreadnought tendien a portar molt poc armament secundari lleuger que servia per a protegir el buc de llanxes torpederes. El mateix Dreadnought era equipat amb 22 canons de dotze lliures; cadascun dels quals podia tirar un mínim de 15 vegades per minut sobre qualsevol torpedero atacant. El South Carolina, així com uns altres dels primers dreadnought nord-americans tenien un equipament similar. En aquest moment, les llanxes torpederas se suposaven que atacarien de forma separada de les accions de qualsevol flota. Per tant, no era menester blindar l'armament secundari ni de protegir la tripulació dels esclats produïts per l'armament principal. L'armament lleuger solia muntar-se en posicions exposades per reduir el pes i elevades per ampliar l'angle de tret.

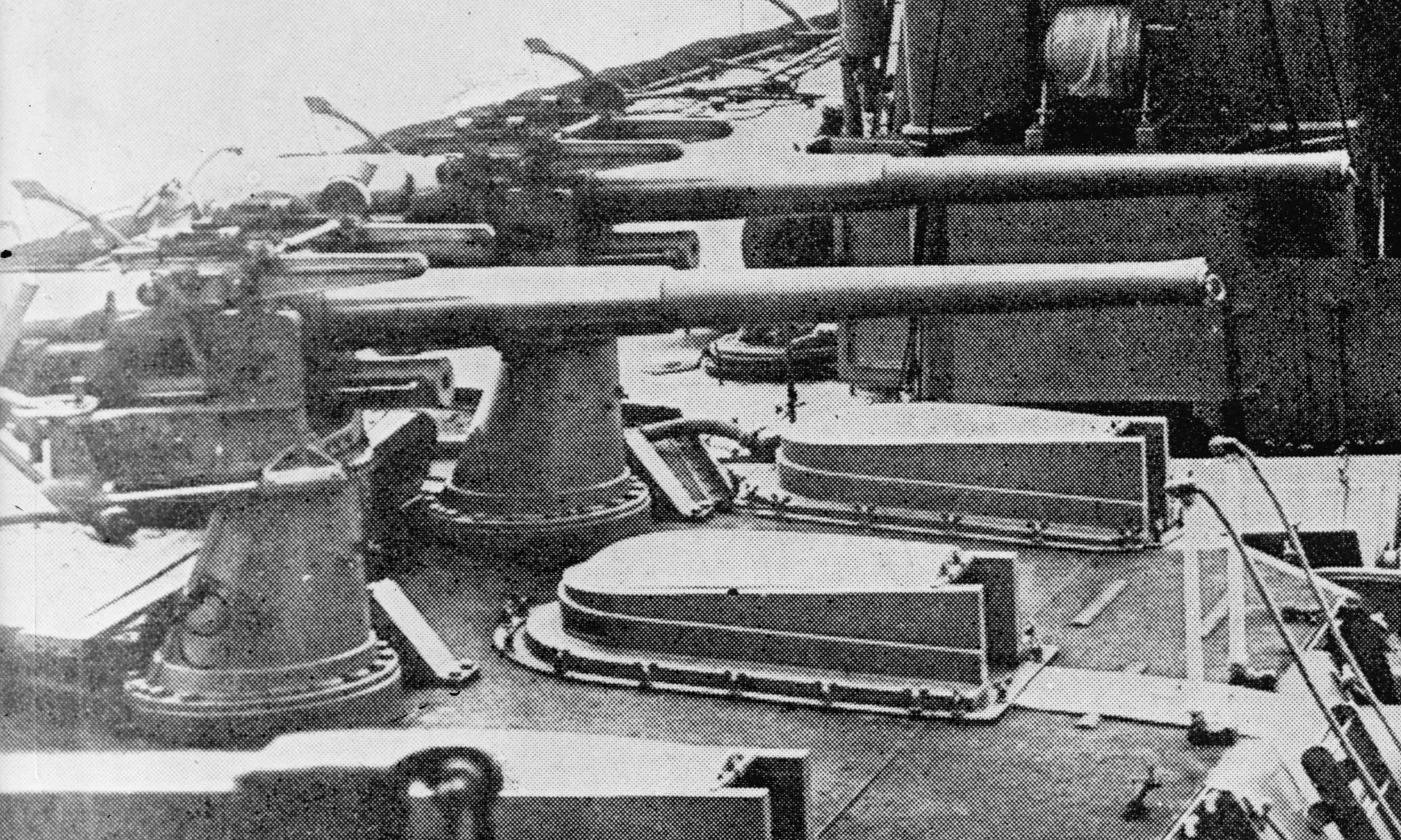
Canons antitorpeders de 12 lliures muntats en el sostre d'una torreta de lHMS Dreadnought

En uns pocs anys, l'amenaça més grossa provenia dels destructors, més grans, armats i blindats, per tant, més difícils de destruir que les llanxes torpederes. Encara que els destructors constituïen una amenaça molt seriosa, es considerava que un sol projectil d'un canó de 12 lliures enfonsaria (més que merament danyar) qualsevol destructor de l'època. Se suposava que els destructors, a diferència de les llanxes torpederes, atacarien com a part de les operacions d'una flota completa, així que era necessari que l'armament secundari estigués protegit de la metralla provinent dels atacs dels grans canons enemics, així com dels esclats del propi armament principal. Aquesta filosofia d'armament secundari va ser adoptada per l'armada alemanya des del principi. El Nassau, per exemple duia dotze canons de 5,9 polzades (150 mm) i 16 de 3,45 polzades (88 mm), i els dreadnought alemanys posteriors van seguir l'exemple. Aquests canons més pesats se solien muntar amb protecció de barbetes i casamates a la coberta principal. La marina reial britànica va apujar el calibre del seu armament secundari des dels de 12 lliures a 12 lliures a 4 polzades (101,6 mm) en un primer moment i després a canons de 6 polzades (152,4 mm), que eren l'estàndard al començament de la primera guerra mundial. Els nord-americans van estandarditzar el calibre 5 polzades (127 mm) per a la guerra, però van planejar equipar canons de sis polzades per als vaixells dissenyats just després.
La bateria secundària també tenia altres funcions. S'esperava que els canons de calibre mitjà fossin capaços d'atacar els sistemes de control de foc relativament fràgils dels dreadnought enemics. A més, s'estimava que l'armament secundari podria tenir un paper per a impedir que els creuers enemics ataquessin un cuirassat danyat.
L'armament secundari dels dreadnought va ser, en general, insatisfactori. No es podia confiar en l'impacte d'un sol tret d'un canó lleuger per parar un destructor i els canons més pesats no eren confiables per impactar en un destructor, com l'experiència de la batalla de Jutlandia va mostrar. Les barbetes dels canons més pesats també es van mostrar problemàtiques, perquè eren en posicions baixes, van ser propenses a inundar-se, i en algunes classes de vaixells van ser retirades o cobertes totalment de blindatge. L'única forma totalment segura de protegir un dreadnought de destructors o d'atacs de torpeders, era escortar-lo amb un esquadró de destructors. Després de la Primera Guerra Mundial, l'armament secundari va ser muntat més aviat en torretes a la coberta superior i al voltant de la superestructura. Això permetia un bon angle de tret i protecció sense els inconvenients de les barbetes. Gradualment al llarg de les dècades de 1920 i 1930, la majoria dels canons secundaris ereb disposatscom a part del sistema de protecció antiaèria, i s'hi van afegir sempre més canons de propòsit doble amb elevats angles de tir.

### Blindatge

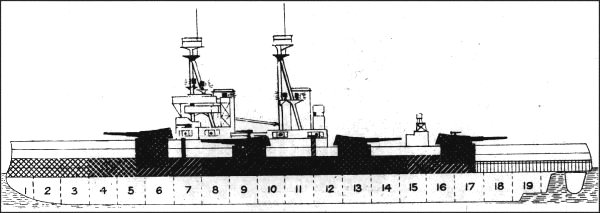
Esquema del lateral del Bellerophon que mostra la distribució típica del blindatge en els dreadnought, sent molt gruixuda la protecció de les torretes, dipòsits de municions i cambres de màquines, fent-se més prima en zones menys vitals; observeu també la divisió en compartiments estancs per evitar l'enfonsament.

Gran part del desplaçament d'un dreadnought provenia de les planxes d'acer del seu blindatge. Els dissenyadors van dedicar molt temps i esforç a protegir els vaixells el màxim possible contra les diverses armes a les quals podrien enfrontar-se. Tanmateix, el pes de la protecció anava en detriment de la velocitat, la potència de foc i la capacitat de maniobra del buc.

#### Reducte central
La major part del blindatge d'un dreadnought es concentrava al voltant del reducte central. Era una caixa amb el sostre i les quatre parets blindades, que envoltaven les parts més vitals del vaixell. Els costats del reducte eren el cinturó blindat del vaixell, que començava al casc, just davant de la torreta davantera i s'estenia fins a just darrere de la torreta de popa. Els extrems de la ciutadella eren dues mampares blindades, en proa i popa que unien els extrems del cinturó blindat, d'una banda a una altra del casc. El 'sostre' del reducte era una coberta blindada. Dins de la ciutadella hi havia les calderes, màquines i santabarbares. Un impacte en qualsevol dels sistemes que allotjava el reducte central podria inutilitzar o destruir el vaixell. El 'terra' de la caixa era el fons del casc, i no era blindat.
Els primers dreadnought estaven concebuts per entaular combat contra altres cuirassats a distàncies superiors a 9 km. En aquestes trobades, els projectils tindrien una trajectòria relativament plana, i un projectil hauria d'impactar directament o prop de la línia de flotació per poder danyar les parts més vitals del vaixell. A causa d'això, el blindatge dels primers dreadnought es concentrava en un gruixut cinturó blindat al voltant de la línia de flotació; d'un gruix de 279,4 mm en el Dreadnought. Darrere del cinturó es posaven les carboneres, que donaven també una part de la protecció passiva, per protegir encara més les màquines, que hi eren per darrere. En un combat d'aquestes característiques, hi havia molt menys perill de danys indirectes sobre les parts més vitals del buc. Un projectil que explotés per sobre del cinturó blindat i explotés, llançaria metralla en totes adreces, però aquests fragments, encara que perillosos, podien ser detinguts amb blindatge molt més lleuger que el que era menester per detenir un projectil perforant sense explotar. Per protegir l'interior del vaixell de metralla provinent d'impactes en la superestructura, es va posar un blindatge molt més fi a les cobertes del vaixell.
Mentre que la protecció més gruixuda es reservava per al reducte central en tots els cuirassats, algunes armades van estendre un cinturó blindat més prim i coberta blindada per cobrir els extrems del vaixell, o van estendre un cinturó més prim cap amunt, fora del casc. Aquest blindatge cònic va ser utilitzat per les principals marines europees: el Regne Unit, Alemanya i França. Aquesta disposició va donar una mica de blindatge a una part més grossa de la nau; per als primers dreadnoughts, quan el foc d'obusos d'alt contingut explosiu encara es considerava una amenaça important, això va ser útil. Amb el temps es va evolucionar cap un cinturó principal molt curt, que només protegia una tira fina per sobre de la línia de flotació. Algunes marines van veure que quan els dreadnoughts eren molt carregats, el cinturó blindat era completament sota l'aigua. L'alternativa era un esquema de protecció de «tot o res», desenvolupat per la Marina dels Estats Units. El cinturó de blindatge era alt i gruixut, però no es donava cap protecció lateral als extrems del vaixell ni a les cobertes superiors. La coberta blindada també es va engrossir. El sistema «tot o res» protegia efectivament contra els compromisos de llarg abast de les flotes dreadnought i es va adoptar fora de la Marina dels Estats Units després de la Primera Guerra Mundial.
Durant l'evolució del dreadnought, els esquemes de blindatge van canviar per reflectir el risc augmentat de llançar obusos de tirs de llarg abast i l'amenaça creixent de les bombes llançades per avions. Dissenys posteriors portaven un acer més gruixut a la coberta blindada; El Yamato va transportar un cinturó principal de 16 polzades (406,4 mm), però també una coberta de 9 polzades (228,6 mm) de gruix.

#### Protecció subaqüàtica i subdivisions
L'element final de l'esquema de protecció dels primers cuirassats va ser la subdivisió del buc per sota de la línia de flotació en uns compartiments estancs. Si el casc era perforat, per projectils, mines, torpedes o col·lisió, en teoria, solament una àrea s'inundaria i el buc podria sobreviure. Per fer aquesta precaució encara més efectiva, molts cuirassats no tenien escotilles entre les diferents seccions submarines, de manera que ni tan sols una perforació inesperada del casc sota la línia de flotació podria enfonsar el vaixell. No obstant això, encara va haver-hi una sèrie de casos en els quals més d'un dels compartiments submarins es va inundar.
Una millor protecció de cuirassats va arribar amb el desenvolupament del bulge antitorpede i del mampara antitorpede, tots dos intents de protegir el casc submergit contra el dany provocat per mines i torpedes. El propòsit de la protecció subaqüàtica era absorbir la força provocada per la detonació d'una mina o un torpede bastant lluny del casc estanc final. Això significava una mampara interior al llarg del costat del casc, que generalment era lleugerament blindat per capturar el dany, separat del casc exterior per un o més compartiments. Els compartiments intermedis es van deixar buits o es van omplir de carbó, aigua o fueloil.

### Propulsió

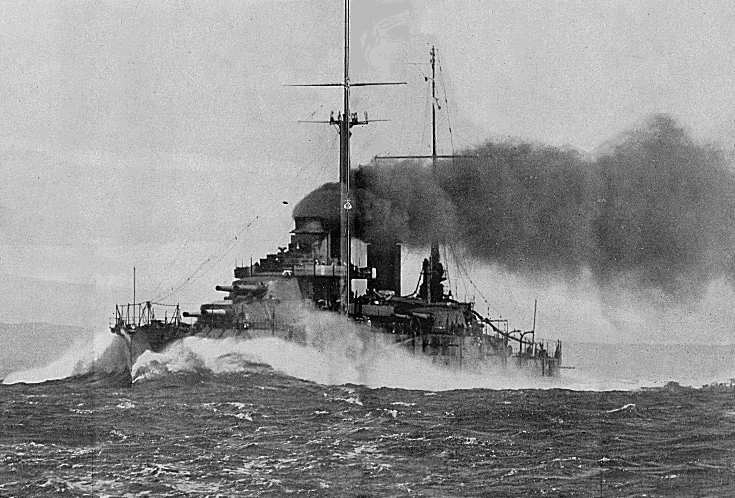
en proves de velocitat (1914)

Els dreadnoughts eren propulsats per dos o quatre hèlices de cargol. El propi Dreadnought, i tots els dreadnoughts britànics, tenien eixos de cargol accionats per turbines de vapor. La primera generació de dreadnoughts construïts en altres nacions tenien una la màquina de vapor de triple expansió més lenta que havia estat estàndard en els pre-dreadnoughts.
Les turbines oferien més potència que els motors alternatius per al mateix volum de maquinària. Això, juntament amb la garantia de la nova maquinària de l'inventor, Charles Parsons, va convèncer la Royal Navy a triar aquestes turbines. Sovint es diu que les turbines tenien els avantatges addicionals de ser més netes i més fiables que els motors alternatius. El 1905, hi van arribar nous dissenys de motor alternatiu que eren més nets i més fiables que els models anteriors.
Les turbines també tenien desavantatges. A baixa velocitat, les turbines eren notablement menys eficients sobre el combustible que els motors alternatius. Això va ser especialment important per a les marines que requerien un llarg abast a velocitats de creuer i, per tant, per a l'armada dels Estats Units, que planejava, en cas de guerra, creuar el Pacífic i enfrontar-se als japonesos a les Filipines.
La Marina dels Estats Units va experimentar amb motors de turbina des de 1908 al North Dakota, però no es va dedicar completament a les turbines fins a la classe Pennsylvania el 1916. A la classe Nevada anterior, un vaixell, l'Oklahoma, va rebre motors alternatius, mentre que el Nevada va rebre turbines d'engranatge. Els dos vaixells de la classe "Nova York" de 1914 van rebre motors alternatius, però els quatre vaixells de les classes "Florida" (1911) i "Wyoming" (1912) van rebre turbines.
Finalment es van resoldre els inconvenients de la turbina amb la nova turbina d'engranatges, on l'engranatge reduïa la velocitat de rotació de les hèlixs i, per tant, n'augmentava l'eficiència. Aquesta solució requeria precisió tècnica en els engranatges i, per tant, era difícil d'implementar.
Una alternativa era l'accionament turbo-elèctric on la turbina de vapor generava energia elèctrica que després impulsava les hèlixs. La Marina dels Estats Units va optar per aquest sistema per a tots els dreadnoughts des de 1915 fins a 1922. Els avantatges eren el baix cost, l'oportunitat d'una compartimentació submarina molt propera i un bon rendiment a popa. Els desavantatges eren que la maquinària era feixuga i vulnerable als danys de batalla, especialment l'efectes de l'humiditat sobre l'equip elèctric.
Les turbines mai es van substituir en el disseny del cuirassat. Algunes potències van considerar els motors dièsel van ser finalment car aquest oferien una molt bona resistència i un espai d'enginyeria que ocupava menys de la longitud de la nau. També eren més feiucs, però, ocupaven un espai vertical més gran, oferien menys potència i eren encara menys fiables.

#### Combustible
La primera generació de dreadnoughts utilitzava carbó per alimentar les calderes que produïen vapor per a les turbines. Un dels avantatges del carbó era que és força inert (en forma de terrossos) i, per tant, el dipòsit podia contribuir al'esquema de protecció del vaixell. El carbó també té molts inconvenients. Omplir les carboneres i portar el carbó després a les calderes és una feina dura que pren molt de temps de manobres. La cendra obstrueix les calderes i cal treure'l manualment. La pols de carbó en l'aire i els gasos relacionats eren altament explosius, el que va probablement ser la causa de l'explosió de l'USS Maine. El carbó que crema produeix un espès fum negre que marcar la posició d'una flota i va interferir amb la visibilitat, la senyalització i el control del foc. A més, el carbó era molt voluminós i tenia una eficiència tèrmica comparativament baixa.
La propulsió de fueloil tenia molts avantatges tant per als estrategues navals com per als oficials al mar. Va reduir el fum, fent que els vaixells fossin menys visibles. Es podria alimentar a les calderes automàticament, en lloc de necessitar fogoners per fer-ho a mà. El petroli té aproximadament el doble de contingut tèrmic de carbó. Això significava que les pròpies calderes podien ser més petites; i pel mateix volum de combustible, un vaixell de gasoil tindria un abast molt més gran.
Aquests beneficis van fer que, ja el 1901, Fisher promovia els avantatges del combustible de petroli. Hi va haver problemes tècnics amb el dipòsit de petroli, relacionats amb la diferent distribució del pes del petroli en comparació amb el carbó, i els problemes de bombeig d'oli viscós. El principal problema amb l'ús del petroli per a la flota de batalla era que, amb l'excepció dels Estats Units, totes les grans armades haurien d'importar el petroli. Com a resultat, algunes marines van adoptar calderes de "doble foc" que podien utilitzar carbó ruixat amb petroli; els vaixells britànics així equipats, que incloïen dreadnoughts, podien fins i tot utilitzar petroli només amb una potència de fins al 60%.
Els Estats Units tenien grans reserves de petroli, i llur Armada va ser la primera a adoptar de ple la combustió de petroli, va decidir fer-ho el 1910 i va instal·lar calderes de gasoil per a la classe Nevada, el 1911. El Regne Unit no es va quedar enrere, i va decidir l'any 1912 utilitzar el petroli a la classe Queen Elizabeth; els temps més curts de disseny i construcció britànics van fer que la Queen Elizabeth es va encarregar abans de qualsevol dels vaixells de la classe Nevada. El Regne Unit planejava tornar a la combustió mixta amb el subsegüent Revenge, a costa d'una certa velocitat, però Fisher, que va tornar al càrrec el 1914, va insistir a utilitzar només gasoil. Altres marines importants van mantenir la combustió mixta de carbó i petroli fins a la fi de la Primera Guerra Mundial.

## Construcció
Els dreadnoughts es van desenvolupar com un moviment en una cursa armamentista internacional que havia començat a la dècada de 1890. La Royal Navy britànica tenia un gran avantatge en el nombre de cuirassats pre-dreadnought, però només un avantatge d'un dreadnought el 1906. Això va portar a crítiques que els britànics, en llançar l'HMS Dreadnought, van llençar un avantatge estratègic. La majoria dels rivals navals del Regne Unit ja havien contemplat o fins i tot construït vaixells de guerra que comptaven amb una bateria uniforme de canons pesats. Tant l'armada japonesa com l'armada nord-americana van ordenar vaixells "de grans armes" entre 1904 i 1905, amb Satsuma i South Carolina, respectivament. El Kaiser alemany Guillem II havia defensat un vaixell de guerra ràpid armat només amb canons pesats des de la dècada de 1890. Aconseguint un avantatge en la construcció de dreadnought, el Regne Unit va assegurar que el seu domini dels mars continués.
La cursa de cuirassats aviat es va accelerar de nou, i va suposar una gran càrrega per a les finances dels governs que hi participaven. Els primers dreadnoughts no eren molt més cars que els últims pre-dreadnoughts, però el cost per vaixell va continuar creixent després. Els cuirassats moderns eren l'element crucial del poder naval malgrat el seu preu. Cada cuirassat va indicar poder i prestigi nacional, d'una manera similar a les armes nuclears en l'actualitat. Alemanya, França, Rússia, Itàlia, Japó i Àustria van iniciar programes de dreadnought, i les potències de segon rang —incloent-hi l'Imperi Otomà, Grècia, Argentina, Brasil i Xile— van encarregar-n'he als britànics, francesos, alemanys i americans per construir els seus dreadnoughts.

### Carrera armamentística angloalemanya

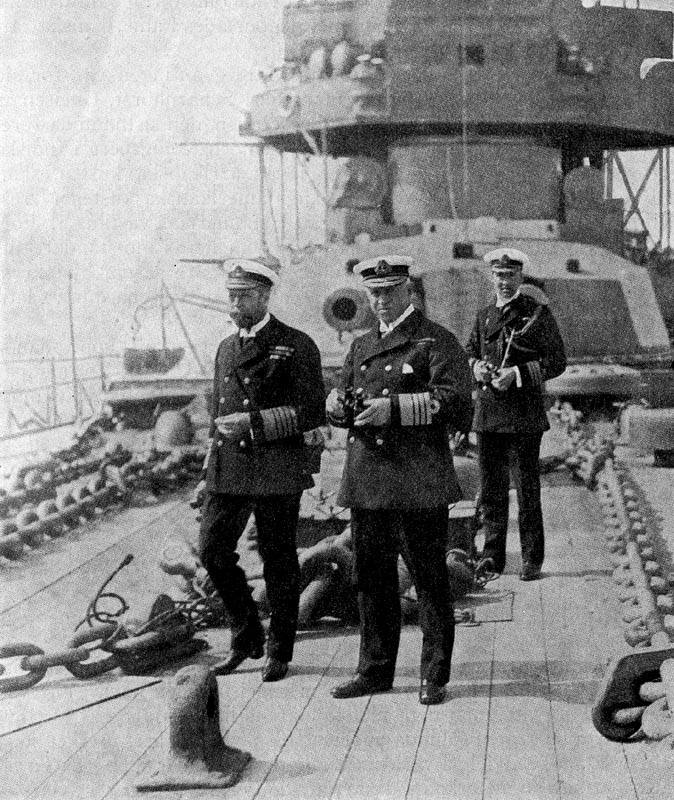
El Rei Jordi V (esquerra) inspecciona el

La construcció del Dreadnought va coincidir amb l'augment de la tensió entre el Regne Unit i Alemanya. Alemanya havia començat a construir una gran flota de batalla a la dècada de 1890, com a part d'una política deliberada per desafiar la supremacia naval britànica. Amb la signatura de l'Entente Cordiale l'abril de 1904, es va fer cada cop més clar que el principal enemic naval del Regne Unit seria Alemanya, que estava construint una gran flota moderna sota les lleis de "Tirpitz". Aquesta rivalitat va donar lloc a les dues flotes dreadnought més grans del període anterior a 1914.
La primera resposta alemanya al Dreadnought va ser la classe Nassau, establert el 1907, seguit de la classe "Helgoland" el 1909. Juntament amb dos creuers de batalla—un tipus pel qual els alemanys tenien menys admiració que Fisher, però que es podia construir sota l'autorització per a creuers blindats, més que per a vaixells capitals; aquestes classes van donar a Alemanya un total de deu vaixells capitals moderns construïts el 1909. Els vaixells britànics eren més ràpids i potents que els seus equivalents alemanys, però una proporció de 12:10 va quedar molt per sota de la superioritat de 2:1 que la Royal Navy volia mantenir.
El 1909, el Parlament britànic va autoritzar quatre vaixells capitals addicionals, amb l'esperança que Alemanya estigués disposada a negociar un tractat que limitava el nombre de cuirassats. Si no es pogués trobar aquesta solució, l'any 1910 s'establirien quatre vaixells addicionals. Fins i tot aquest compromís va significar, quan es va combinar amb algunes reformes socials, augmentar prou els impostos per provocar una crisi constitucional al Regne Unit entre 1909 i 1910. El 1910, el pla de construcció britànic de vuit vaixells va tirar endavant, inclosos quatre super-dreadnoughts de la classe Orion, augmentat per creuers de batalla comprats per Austràlia i Nova Zelanda. En el mateix període, Alemanya només va deixar tres vaixells, donant al Regne Unit una superioritat de 22 vaixells a 13. La determinació britànica, com demostra el seu programa de construcció, va portar els alemanys a buscar un final negociat a la carrera armamentística. El nou objectiu de l'Almirallat d'un 60% d'avantatge sobre Alemanya estava prou a prop de l'objectiu de Tirpitz de reduir el lideratge britànic al 50%, però les converses van fracassar sobre la qüestió de si s'havien d'incloure els creuers de batalla colonials britànics en el recompte, així com els no navals, així com les qüestions de les demandes alemanyes de reconeixement de la propietat d'Alsàcia-Lorena.
La carrera dels dreadnought es va intensificar el 1910 i el 1911, amb Alemanya imposant quatre vaixells capitals cada any i el Regne Unit cinc. La tensió va arribar al màxim després de la Llei naval alemanya de 1912. Això proposava una flota de 33 cuirassats i creuers de batalla alemanys, superant en nombre la Royal Navy en aigües domèstiques. Per empitjorar les coses per al Regne Unit, la Marina de guerra imperial i reial Austrohongaresa estava construint quatre dreadnoughts, mentre que Itàlia en tenia quatre i n'estava construint dos més. Contra aquestes amenaces, la Royal Navy ja no podia garantir els interessos vitals britànics. El Regne Unit es va enfrontar a triar entre construir més cuirassats, retirar-se del Mediterrani o buscar una aliança amb França. La construcció naval addicional era inacceptablement cara en un moment en què la disposició de benestar social estava fent crides al pressupost. La retirada de la Mediterrània suposaria una gran pèrdua d'influència, debilitant la diplomàcia britànica a la regió i sacsejant l'estabilitat de l'Imperi Britànic. L'única opció acceptable, i la recomanada pel Primer lord de l'Almirallat Winston Churchill, va ser trencar amb les polítiques del passat i fer un acord amb França. Els francesos assumirien la responsabilitat de controlar Itàlia i Àustria-Hongria al Mediterrani, mentre que els britànics protegirien la costa nord de França. Malgrat la certa oposició dels polítics britànics, la Royal Navy es va organitzar sobre aquesta base el 1912.
Malgrat aquestes importants conseqüències estratègiques, la Llei Naval de 1912 va tenir poca incidència en la relació de la força de cuirassats. El Regne Unit va respondre establint deu nous superdreadnoughts en els seus pressupostos de 1912 i 1913: vaixells de les classes Queen Elizabeth i Revenge, que va introduir un canvi més gran en armament, velocitat i protecció, mentre que Alemanya només en va establir cinc, concentrant els recursos en el seu exèrcit.

### Estats Units

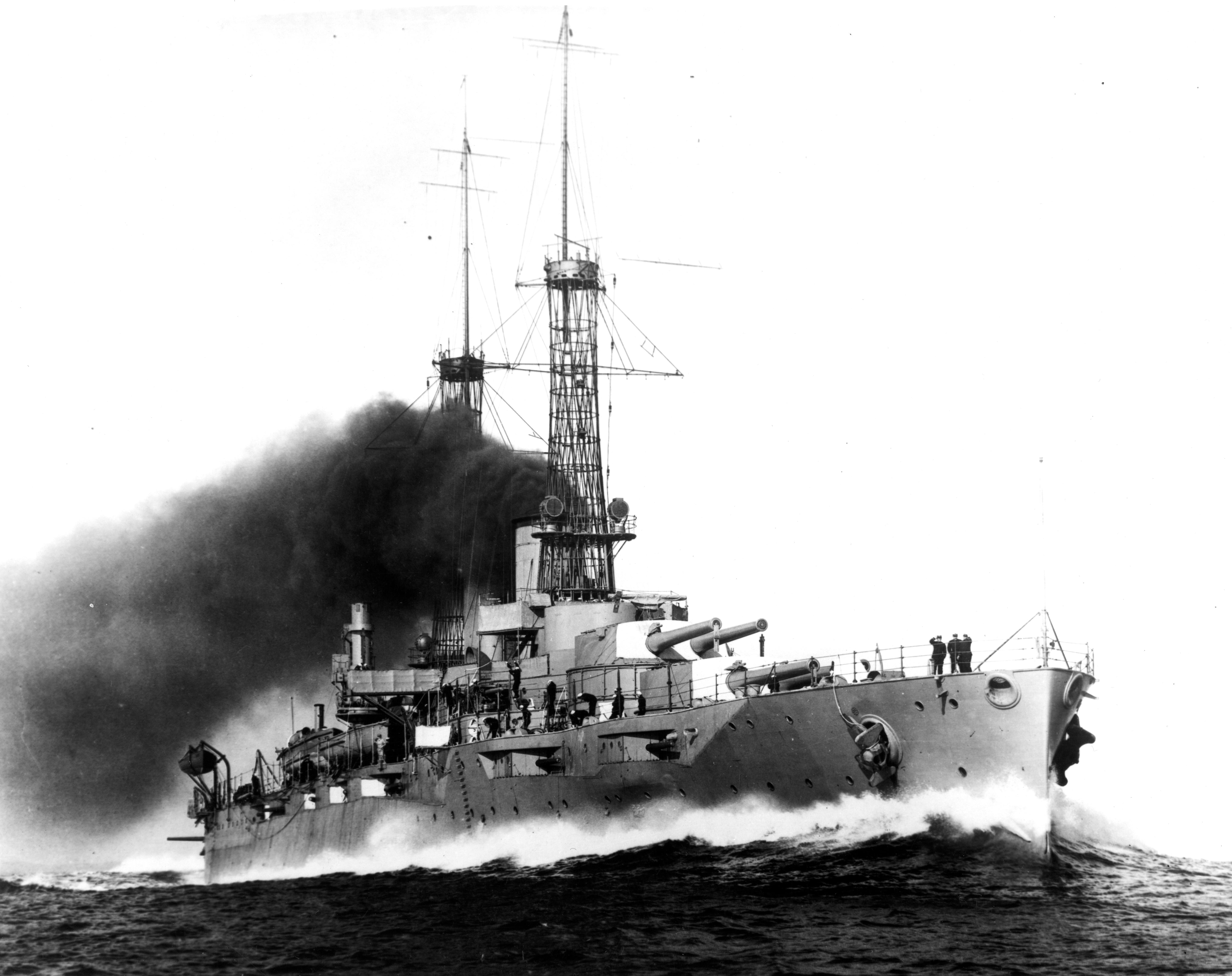
a tot vapor (1915)

Els cuirassats de la classe South Carolina estatunidencs van ser els primers vaixells de canó gran completats per un dels rivals del Regne Unit. La planificació d'aquest tipus havia començat abans del llançament de Dreadnought. Hi ha algunes especulacions que els contactes informals amb funcionaris simpàtics de la Royal Navy van influir en el disseny de la Marina dels Estats Units, però el vaixell americà era molt diferent.
El Congrés dels Estats Units va autoritzar l'Armada a construir dos cuirassats, però de només 16.000 tones o menys de desplaçament. Com a resultat, la classe South Carolina es va construir amb límits molt més estrictes que els Dreadnought. Per fer el millor ús del pes disponible per a l'armament, els vuit canons de 12 polzades es van muntar al llarg de la línia central, en parells de trets cap endavant i darrere. Aquest arranjament donava una banda igual a Dreadnought, però amb menys armes; aquesta va ser la distribució d'armes més eficient i va ser un precursor de la pràctica estàndard de les futures generacions de cuirassats. La principal economia de desplaçament en comparació amb Dreadnought estava en la propulsió; South Carolina va conservar màquines de vapor de triple expansió i només podia gestionar 18,5 kn (34,3 km/h) comparat amb 21 kn (39 km/h) del Dreadnought. Per aquest motiu els posteriors Delaware van ser descrits per alguns com els primers dreadnoughts de la Marina dels Estats Units. Només uns quants anys després d'entrar en servei, la classe South Carolina no va poder operar tàcticament amb els nous dreadnoughts perquè eren massa lents, i es van haver d'operar amb els antics pre-dreadnoughts.
Els dos vaixells de 10 canons i 20.500 tones de la classe Delaware van ser els primers cuirassats nord-americans a igualar la velocitat dels dreadnoughts britànics, però la bateria secundària patia de ruixats i perdia eficiència i la proa era massa baixa a l'aigua. Un disseny alternatiu de 12 canons de 24.000 tones també tenia molts desavantatges; els dos canons addicionals i una casamata inferior tenien costos ocults. Les dues torretes d'ala previstes debilitarien la coberta superior, seria gairebé impossible de protegir adequadament contra atacs submarins i obligarien els carregadors a situar-se massa a prop dels costats de la nau.
L'Armada dels Estats Units va continuar ampliant la seva flota de batalla, llançaven una mitjana de dos vaixells per any després de 1920. Continuaven utilitzant motors alternatius com a alternativa a les turbines fins al Nevada, que va ser llançat el1912. En part, això reflectia un enfocament prudent a la construcció de cuirassats, i en part una preferència per una llarga resistència a l'alta velocitat màxima per poder operar a l'oceà Pacífic.

### Japó

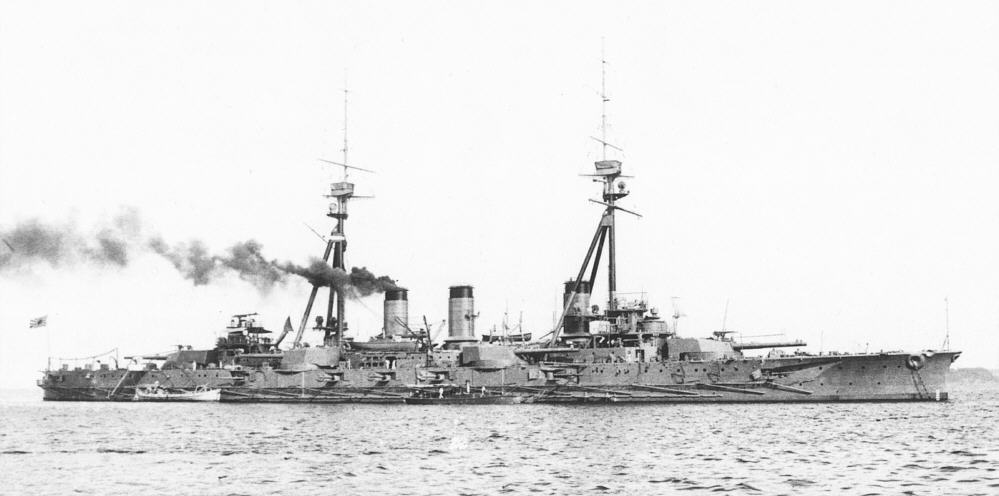
El cuirassat japonès Settsu (1911)

Amb la seva victòria a la guerra russo-japonesa de 1904-1905, els japonesos es van preocupar pel potencial de conflicte amb els Estats Units. El teòric Satō Tetsutarō va desenvolupar la doctrina que el Japó hauria de tenir una flota de combat d'almenys el 70% de la mida de la nord-americana. Això permetria a l'armada japonesa guanyar dues batalles decisives: la primera a principi d'una futura guerra contra la flota del Pacífic nord-americana, i la segona contra la de l'Atlàntic, que inevitablement s'enviaria com a reforços.
Les prioritats del Japó eren reequipar els pre-dreadnoughts capturats de Rússia i completar el Satsuma i Aki. Els Satsumas van ser dissenyats abans del Dreadnought, però la manca de recursos després de la guerra russo-japonesa en va retardar l'acabament i va provocar que portés un armament mixt amb anomenats «semi-dreadnoughts». Aquests van ser seguits d'un model Aki modificat: Kawachi i Settsu del Dreadnought de la classe Kawachi. D'aquests dos vaixells es va col·locar la quilla el 1909 i es van completar el 1912. Eren armats amb dotze canons de 12 polzades, però de dos models diferents amb diferents longituds de canó, amb l'efecte que haurien tingut dificultats per controlar-ne el foc a llarga distància.

### En altres països

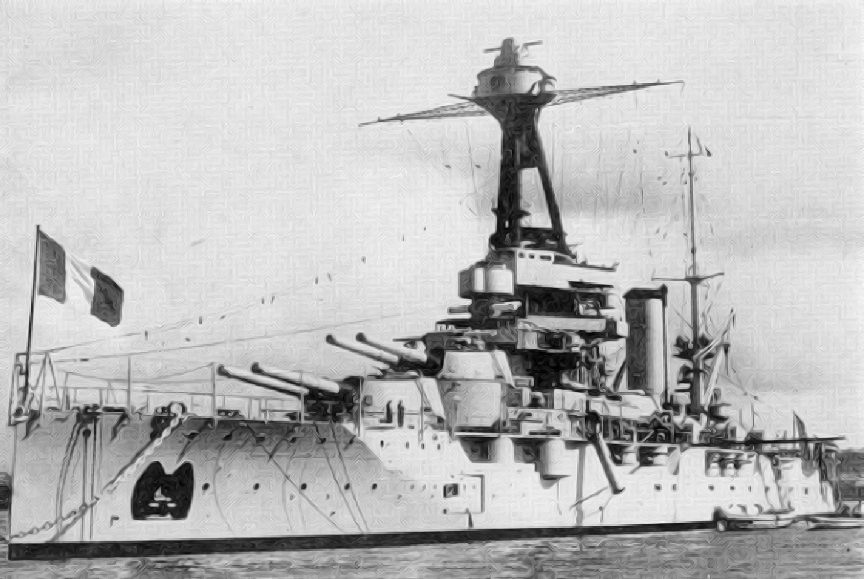
, un, llançat el 1913 (a la foto en 1942)

En comparació amb les altres grans potències navals, França va tardar a començar a construir dreadnoughts, en lloc d'acabar la planificada classe de pre-dreadnoughts Danton, en va establir cinc el 1907 i el 1908. El setembre de 1910, es va posar la quilla al primer dels Courbet, així França era l'onzena nació a entrar en la cursa dels dreadnought. A les estimacions de la Marina de 1911, Paul Bénazet va afirmar que de 1896 a 1911, França va passar de ser la segona potència naval més gran del món a la quarta; es va atribuir a problemes en les rutines de manteniment i negligència. L'aliança més estreta amb el Regne Unit va fer que aquestes forces reduïdes fossin més que adequades per a les necessitats franceses.
L'armada italiana havia rebut propostes de Cuniberti per a un cuirassat de canons grans molt abans que es llancés el dreadnought, però Itàlia va trigar fins al 1909 a botar-ne un. La construcció de Dante Alighieri va ser motivada pels rumors sobre la construcció d'un dreadnought austrohongarès. Altres cinc de la classe Conte di Cavour i Andrea Doria van seguir mentre Itàlia va intentar mantenir el seu lideratge sobre Àustria-Hongria. Aquests vaixells van romandre el nucli de la força naval italiana fins a la Segona Guerra Mundial. El posterior Francesco Caracciolo va ser suspès (i posteriorment cancel·lat) amb l'esclat de la Primera Guerra Mundial.

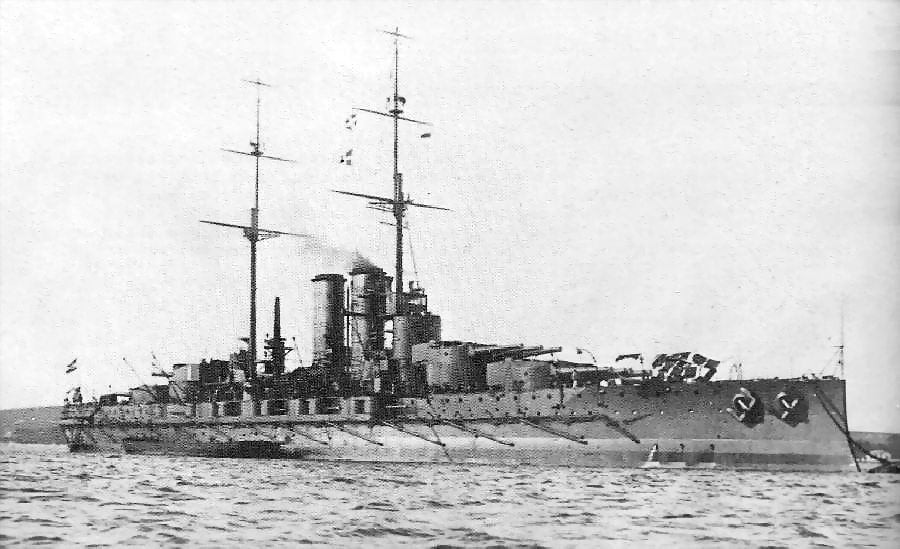
Cuirassat austrohongarès (foto anterior a la Primera Guerra Mundial)

El gener de 1909, els almiralls austrohongaresos van fer circular un document demanant una flota de quatre dreadnoughts. Una crisi constitucional el 1909–1910 va significar que no es podia aprovar cap projecte. Malgrat això, les drassanes van posar la quilla de dos dreadnoughts sobre una base especulativa, sobretot a causa de les manipulacions enèrgiques de Rudolf Montecuccoli, cap de l'armada austrohongaresa, més tard es van aprovar juntament amb dos addicionals. Els vaixells resultants, tots de la classe Tegetthoff, havien d'anar acompanyats per quatre vaixells més de l'Ersatz Monarch, però aquests es van cancel·lar amb l'esclat de la Primera Guerra Mundial.

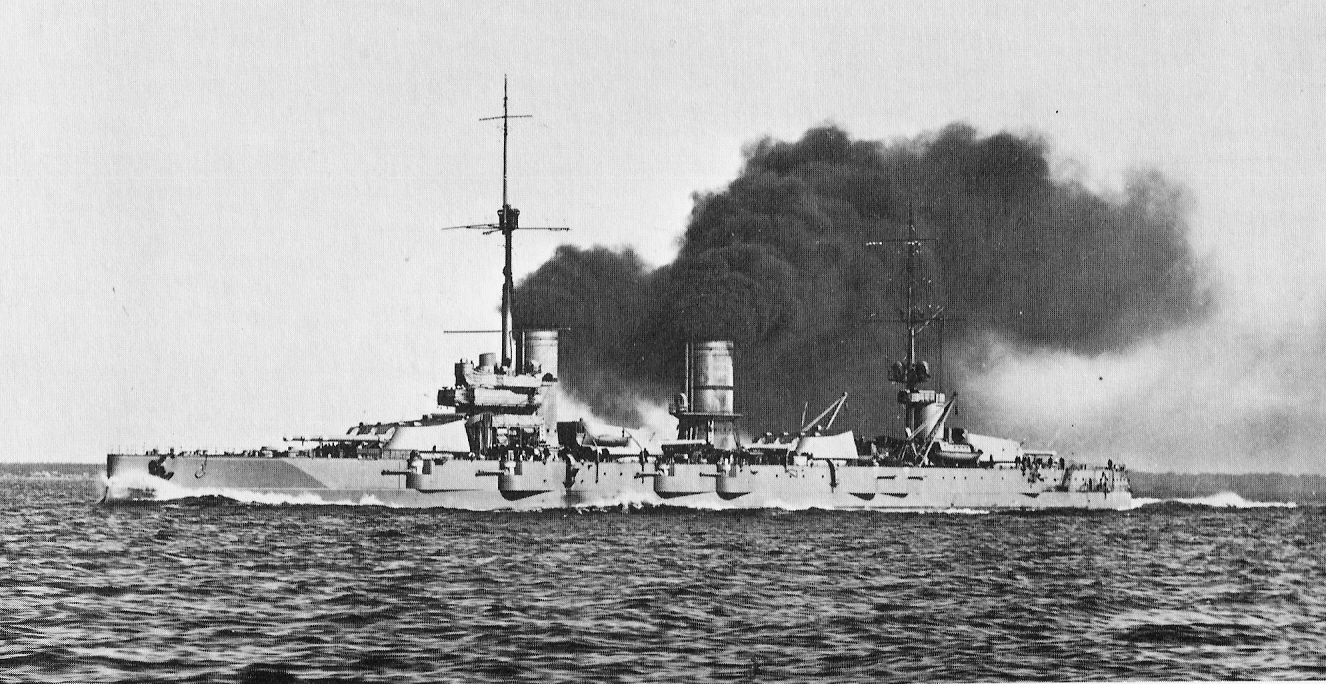
El dreadnought de la flota del Bàltic Poltava (1916)

El juny de 1909, l'Armada Imperial Russa va començar la construcció de quatre dreadnoughts Gangut per a la Flota del Bàltic, i l'octubre de 1911, tres més. Els dreadnoughts Imperatritsa Mariya per la Flota del Mar Negre es van posar la quilla. De set vaixells, només un es va completar en els quatre anys posteriors a la col·locació de la quilla, i els vaixells Gangut ja eren obsolescents i superats quan van entrar en servei. Prenent lliçons de Tsushima, i influenciats per Cuniberti, a la fi es van assemblar més a les versions més lentes dels creuers de batalla de Fisher que els dreadnought, i van resultar poc útils per mor de les armes més petites i una armadura més fina en comparació amb els dreadnoughts contemporanis.
Espanya va encarregar tres vaixells, amb el primer posat en quilla el 1909. Els tres vaixells, els dreadnoughts més petits de la història, es van construir a Espanya amb l'ajuda britànica; la construcció del tercer vaixell, Jaime I, va trigar nou anys fins a la finalització a causa de la manca de lliurament de material crític, especialment armament, del Regne Unit.

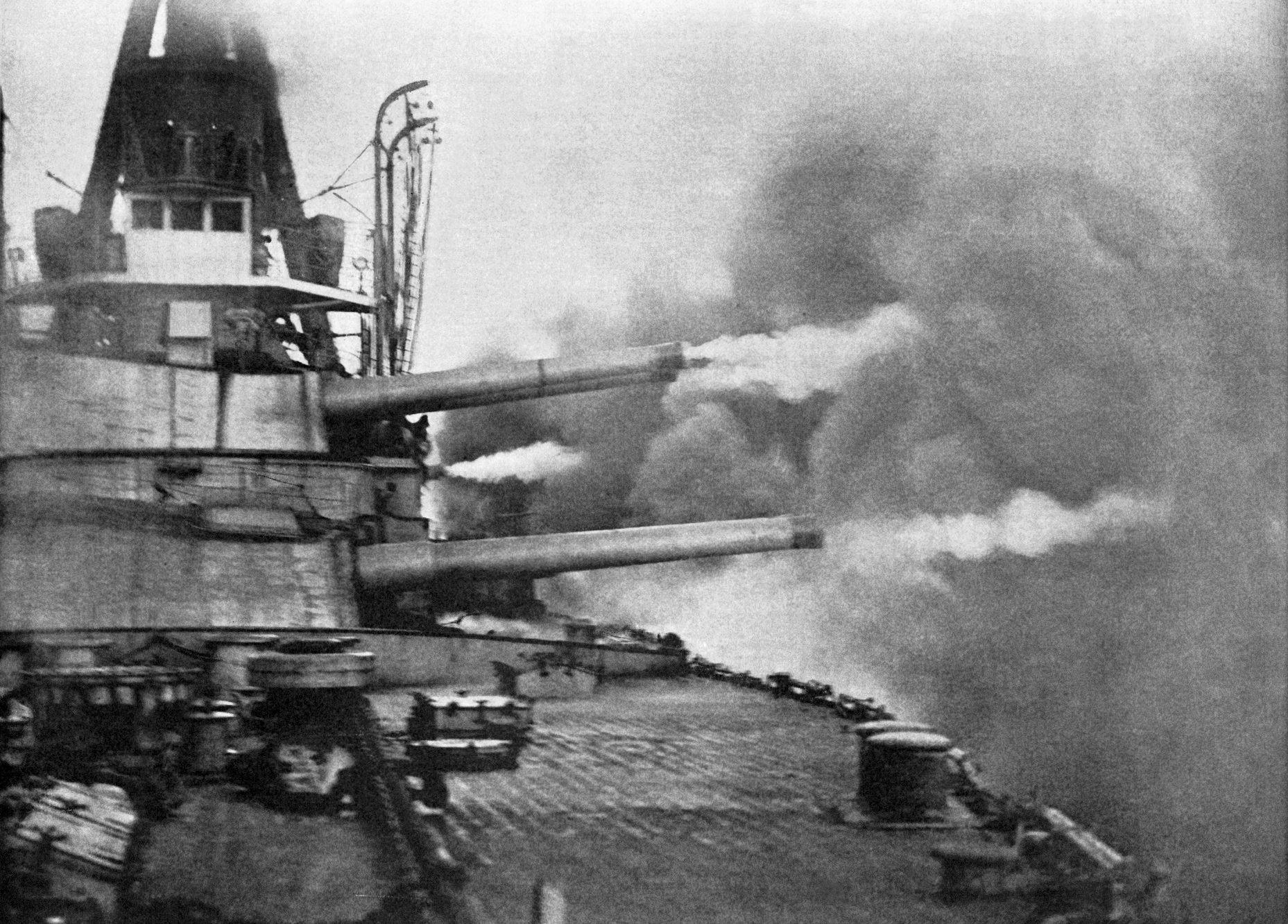
Les proves d'armes del dreadnought brasiler l'any 1910, quan es van disparar tots els canons capaços d'entrenar a babord, formant el que en aquell moment era la banda més pesada mai disparada des d'un vaixell de guerra.

Brasil va ser el tercer país que va començar la construcció d'un dreadnought. Va ordenar tres dreadnoughts al Regne Unit que muntarien la bateria principal més pesada que qualsevol altre cuirassat a flotació en aquell moment (dotze Canons de calibre 12/45). Es van completar dos per al Brasil: Minas Geraes va ser posat en quilla per Armstrong (Elswick) el 17 d'abril de 1907, i el seu bessó, São Paulo, va seguir tretze dies després a Vickers (Barrow). Tot i que moltes revistes navals d'Europa i dels EUA especulaven que el Brasil actuava realment com a apoderat d'una de les potències navals i els lliuraria els vaixells tan bon punt estiguessin acabats, tots dos vaixells van ser encarregats a l'Armada brasilera el 1910. El tercer vaixell, Rio de Janeiro, estava gairebé complet quan els preus de la goma es van esfondrar i el Brasil no s'ho va poder permetre. Va ser venut a Turquia en 1913.
Els Països Baixos pretenien el 1912 substituir la seva flota de pre-dreadnought de vaixells blindats amb una flota moderna formada per dreadnoughts. Després que la Comissió Reial va proposar la compra de nou dreadnoughts l'agost de 1913, hi va haver amplis debats si realmente en calia, i a l'afirmativa quants realment en calia. Aquests van durar fins a l'agost de 1914, quan va sortir un projecte de llei que autoritzava el finançament de quatre vaixells, però l'esclat de la Primera Guerra Mundial va aturar el pla ambiciós.
L'Imperi otomà va ordenar dos dreadnoughts a les drassanes britàniques, Reshadiye el 1911 i Fatih Sultan Mehmed el 1914. Reshadiye es va completar. El 1913, Turquia també va adquirir un dreadnought gairebé acabat del Brasil, que es va rebatejar Sultan Osman I. A l'esclat de la Primera Guerra Mundial, Gran Bretanya es va apoderar dels dos vaixells acabats per a la Royal Navy. Reshadiye i Sultan Osman I es van rebatejar HMS Erin i Agincourt. (Fatih Sultan Mehmed va ser desballestat) Això va ofendre molt els otomans. Quan dos vaixells de guerra alemanys, el creuer de batalla SMS Goeben i el creuer SMS Breslau, van quedar atrapat en territori otomà després de l'inici de la guerra, Alemanya els va «cedir» als otomans, però van romandre amb tripulació alemanya i sota ordres alemanyes. La presa britànica i la donació alemanya van demostrar factors importants en la incorporació de l'Imperi Otomà a les Potències Centrals l'octubre de 1914.
Grècia havia encarregat un dreadnought a Alemanya, però el treball es va aturar amb l'esclat de la guerra. L'armament principal del vaixell grec havia estat ordenat als Estats Units i, en conseqüència, els canons van equipar una classe de monitors britànics. El 1914, Grècia va comprar dos pre-dreadnoughts a la Marina dels Estats Units i els va canviar el nom. Kilkis i Lemnos al servei de la Marina Reial Hel·lènica.

### Super-dreadnoughts

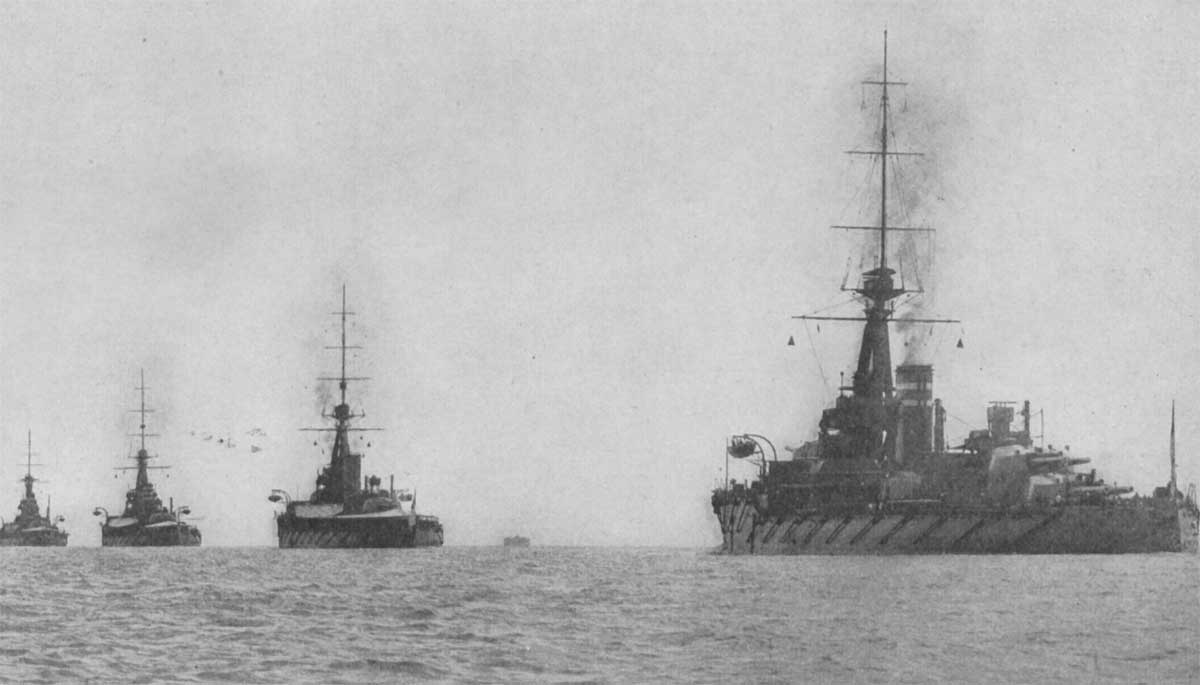
Super-dreadnoughts en línia de la classe Orion de la Royal Navy al voltant de 1914

Cinc anys després del primer dreadnought, es va llançar una nova generació de "super-dreadnoughts" més potents. La classe britànica Orion va saltar 2.000 tones de desplaçament sense precedents, va introduir el canó més feixuc de 13,5 polzades (343 mm), i s'hi va posar tot l'armament principal a la línia central (d'aquí que algunes torretes es sobreposin sobre d'altres). En els quatre anys entre Dreadnought i Orion, el desplaçament s'havia incrementat un 25% i el pes de la banda (el pes de la munició que es pot disparar amb un sol coixinet en una salva) s'havia duplicat.

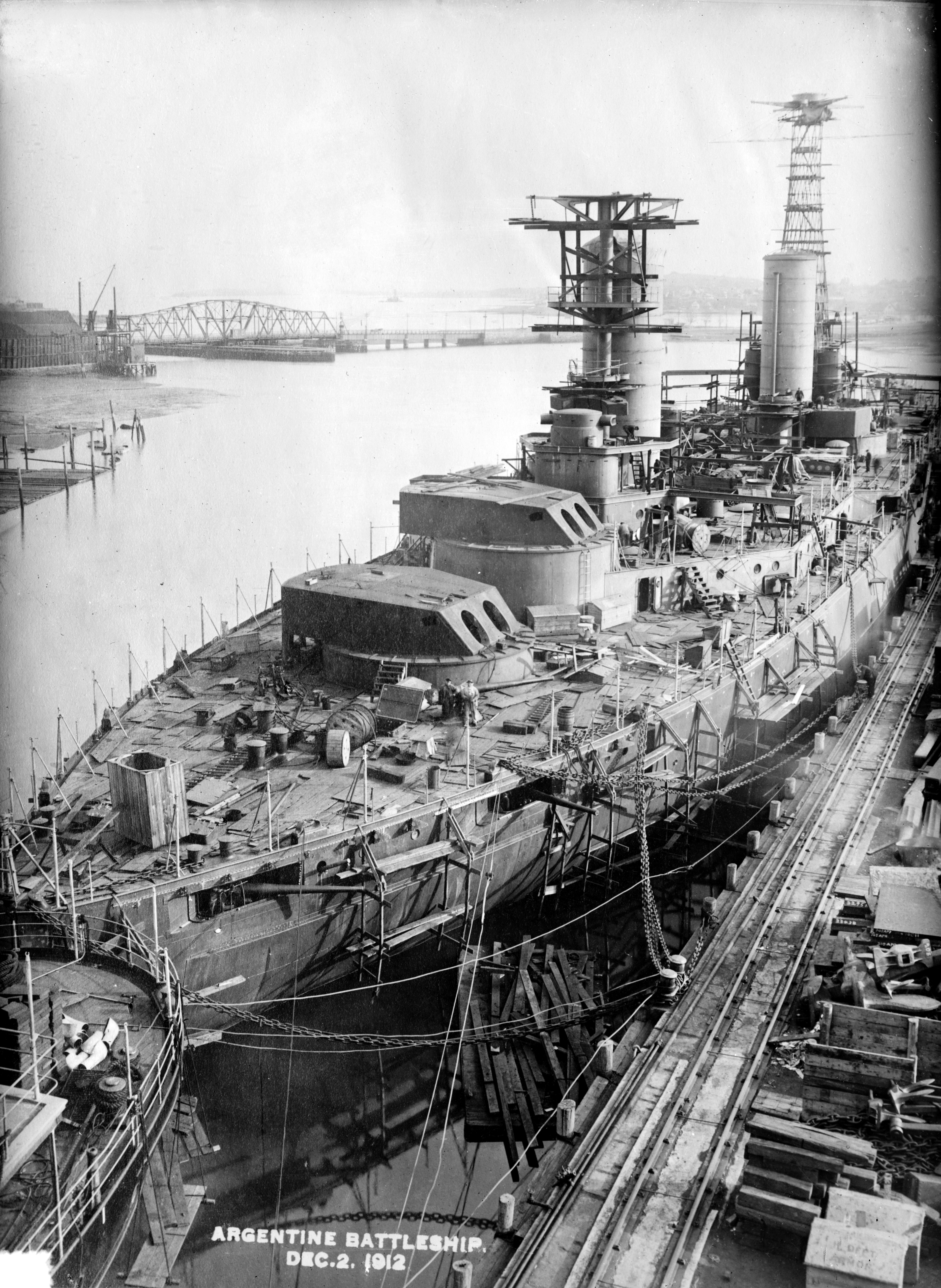
El argentí, primer de la seva classe, en construcció l'any 1912

Els superdreadnoughts britànics es van unir als construïts per altres nacions. El New York de la Marina dels Estats Units, va ser posat en quilla en 1911, duia armes de 14 polzades (356 mm) en resposta al moviment britànic i aquest calibre es va convertir en estàndard. Al Japó, dos super-dreadnoughts Fusō es van posar en quilla el 1912, seguits dels dos vaixells Ise el 1914, amb ambdues classes que porten dotze canons de 14 polzades (356 mm). El 1917, el Nagato es va ordenar, els primers super-dreadnoughts per muntar canons de 16 polzades, que probablement en va fer els vaixells de guerra més potents del món d'aleshores. Tots es van construir cada cop més pels mateixos japonesos en lloc de components importats. A França, els Courbet van ser seguits per tres super-dreadnoughts de Bretagne, portant armes de 340 mm (13,4 polzades); altres cinc Normandie van ser cancel·lats amb l'esclat de la Primera Guerra Mundial. Els esmentats dreadnoughts brasilers van provocar carrera armamentística a l'Amèrica del Sud a petita escala, perquè Argentina i Xile havien demanat dos superdreadnoughts als Estats Units i al Regne Unit, respectivament. El Rivadavia i Moreno d'Argentina tenien un armament principal igual al dels seus homòlegs brasilers, però eren molt més pesats i portaven una armadura més gruixuda. Els britànics van comprar els dos cuirassats de Xile a l'esclat de la Primera Guerra Mundial. Un, Almirante Latorre, més tard va ser recomprat per Xile.
Els superdreadnoughts britànics posteriors, principalment de la classe Queen Elizabeth, van prescindir de la torreta central del vaixell, alliberant pes i volum per a calderes més grosses de gasoil. El nou canó de 15 polzades (381 mm) va donar més potència de foc malgrat la pèrdua d'una torreta, i hi havia un cinturó de blindatge més gruixut i una protecció submarina millorada. La classe tenia una velocitat de disseny de 25 nusos (46 km/h), i eren considerats els primers cuirassats ràpids.
La debilitat del disseny dels super-dreadnoughts, que els distingia dels vaixells posteriors a 1918, era la disposició de blindatge. El seu disseny emfatitzava la protecció de blindatge vertical necessària en les batalles de curt abast, on els obusos colpejarien els costats de la nau, i suposava que una placa de blindatge exterior faria detonar els blindatges que arribessin, de manera que només era menester una protecció lleugera contra les estelles per a les estructures internes crucials, com les bases de la torreta. Això va ser malgrat la capacitat d'enfrontar-se a l'enemic a 18.000 m, rangs on els projectils baixarien en angles de fins a trenta graus («foc enfonsat») i així podrien caure darrere de la placa exterior i colpejar directament les estructures internes. Els dissenys de postguerra normalment tenien de 5 a 6 polzades (130 a 150 mm) d'armadura de coberta posada a la part superior de plaques verticals individuals molt més gruixudes per defensar-se d'això. El concepte de zona d'immunitat era important en el disseny del cuirassat. La manca de protecció submarina també va ser una debilitat d'aquests dissenys anteriors a la Primera Guerra Mundial, que es van originar abans que es generalitzés l'ús de torpedes.
L'Armada dels Estats Units va dissenyar els seus cuirassats estàndard, començant per la classe Nevada, tenint en compte els enfrontaments de llarg abast i el foc submergit; el primer es va posar en quilla el 1912, quatre anys abans que la batalla naval de Jutlàndia ensenyés els perills del foc de llarg abast a les marines europees. Les característiques importants dels cuirassats estàndard eren l'armadura «tot o res» i la construcció de la bassa, basada en una filosofia de disseny que sostenia que només valdria la pena blindar aquelles parts del vaixell amb la protecció més gruixuda possible. La bassa hauria de contenir prou flotabilitat de reserva per mantenir tot el vaixell a flor d'aigua quan la proa i la popa sense blindatge fossin perforades i inundades a fons. Aquest concepte va demostrar el seu valor a la batalla naval de Guadalcanal de 1942, quan un gir inoportú del South Dakota la va perfilar amb les armes japoneses. Tot i rebre 26 cops, la bassa blindada es va mantenir intacte i va romandre en flotació i operativa al final del combat.

## En acció

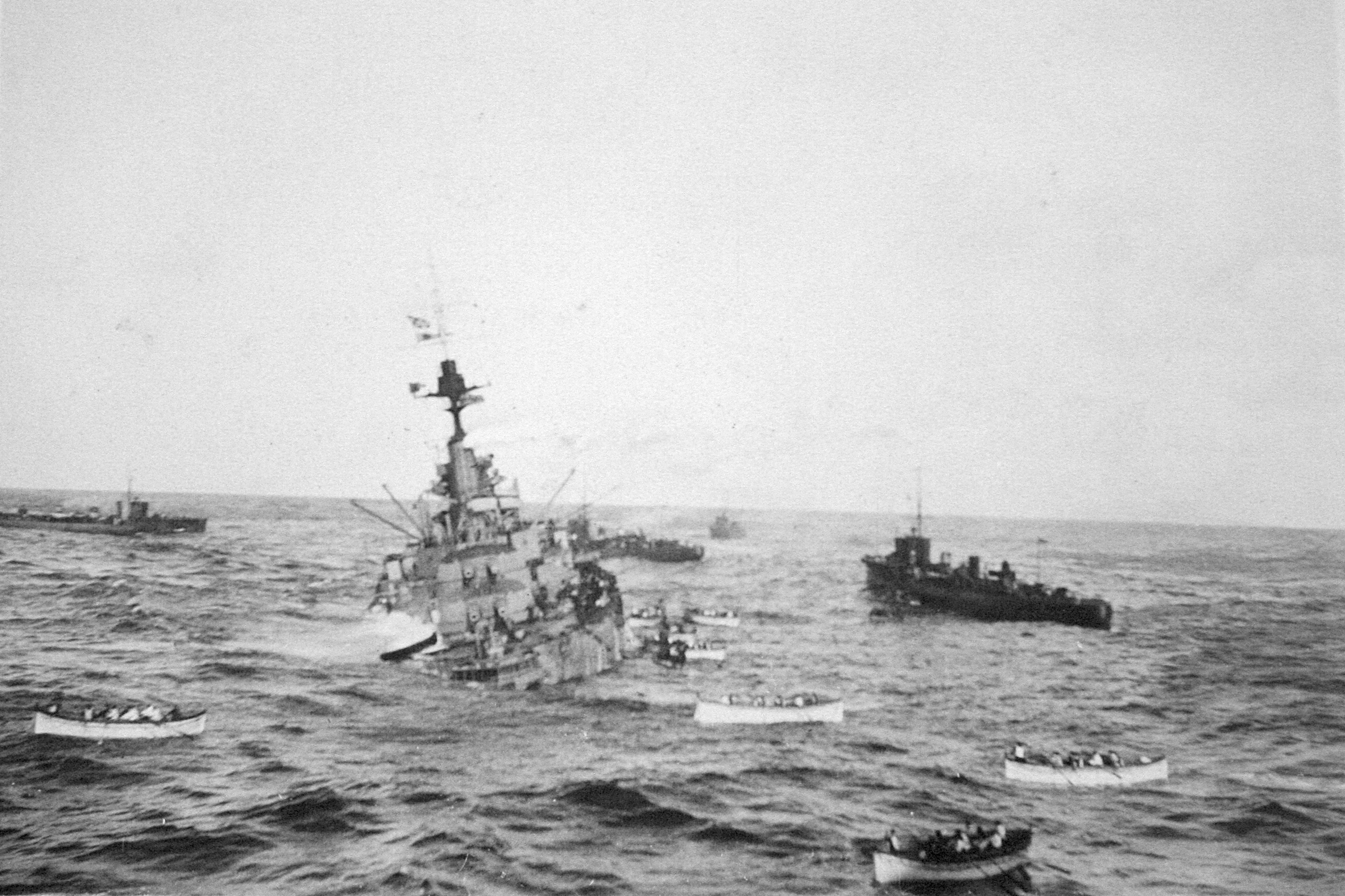
s'enfonsa després de colpejar una mina, octubre de 1914

La Primera Guerra Mundial no va veure enfrontaments decisius entre flotes de batalla per comparar amb Tsushima. El paper dels cuirassats era marginal als combats terrestres a França i Rússia; va ser igualment marginal a la guerra alemanya contra el comerç (Handelskrieg) i al bloqueig.
En virtut de la geografia, la Royal Navy va poder mantenir la Flota d'Alta Mar alemanya confinada al Mar del Nord amb relativa facilitat, però no va poder trencar la superioritat alemanya al mar Bàltic. Ambdues parts eren conscients, a causa del nombre superior de dreadnoughts britànics, que un compromís complet de la flota probablement donaria lloc a una victòria britànica. L'estratègia alemanya va ser, per tant, intentar provocar un compromís en condicions favorables: o bé induint una part de la Gran Flota a entrar en batalla sola, o bé a lliurar una batalla campal prop de la costa alemanya, on camps de mines amigues, vaixells torpeders i submarins podrien igualar les probabilitats.
Els dos primers anys de guerra es van veure conflictes al mar del Nord limitats a escaramusses de creuers de batalla a la Batalla de Heligoland Bight i la Batalla de Dogger Bank, i incursions a la costa anglesa. El maig de 1916, un nou intent d'atraure els vaixells britànics a la batalla en condicions favorables va donar lloc a un enfrontament de les flotes de batalla del 31 de maig a l'1 de juny en la indecisa batalla de Jutlàndia.

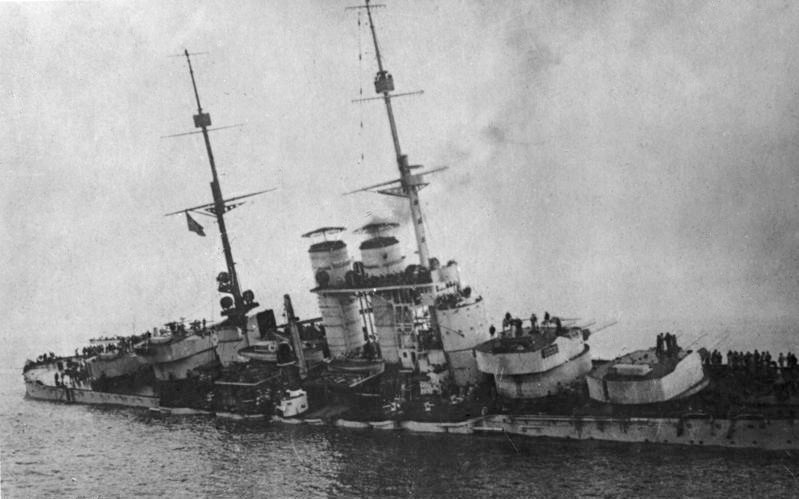
comença a bolcar després de ser torpedejat el 1918

A la resta de teatres navals no hi havia batalles campals decisives. Al mar Negre, els cuirassats russos i turcs es van enfrontar, però res més. Al Mar Bàltic, l'acció es va limitar a l'atac de combois i la col·locació de camps de mines defensives. L'Adriàtic era en cert sentit el mirall del mar del Nord: la flota dreadnought austrohongaresa es va limitar a l'Adriàtic pel bloqueig britànic i francès, però va bombardejar els italians en diverses ocasions, sobretot a Ancona el 1915. Al Mediterrani, l'ús més important dels cuirassats va ser en suport de l'assalt amfibi a Gal·lípoli.
El curs de la guerra va il·lustrar que els cuirassats eren vulnerables a armes més barates. El setembre de 1914, l'amenaça dels submarins per als vaixells capitals es va demostrar amb atacs reeixits a creuers britànics, inclòs l'enfonsament de tres vells creuers blindats britànics el 22 de setembre de 1914 pel submarí alemany U-9 en menys d'una hora. Les mines van continuar demostrant una amenaça quan un mes després quan el superdreadnought britànic HMS Audacious va colpejar-ne una i es va enfonsar el 1914. A final d'octubre, l'estratègia i les tàctiques britàniques al mar del Nord havien canviat per reduir el risc d'atac de submarins. Jutlàndia va ser l'únic enfrontament important de flotes de cuirassats dreadnought de la història, i el pla alemany per a la batalla es basava en atacs de submarins a la flota britànica; i la fugida de la flota alemanya de la potència de foc superior britànica va ser efectuada pels creuers i destructors alemanys que es tancaven als cuirassats britànics, fent-los girar per evitar l'amenaça d'atac de torpedes. Les possibilitats d'enfonsaments pels atacs submarins als cuirassats van provocar una creixent preocupació a la Royal Navy per la vulnerabilitat dels cuirassats.
Per la part alemanya, la Flota d'Alta Mar va decidir no enfrontar-se als britànics sense l'ajuda de submarins, i com que els submarins eren més necessaris per a les incursions comercials, la flota va romandre al port durant gran part de la resta de la guerra. Altres teatres van mostrar el paper de les petites embarcacions per danyar o destruir els dreadnoughts. Els dos dreadnoughts austríacs perduts el novembre de 1918 van ser víctimes de vaixells torpeders italians i homes granota.

## Construcció de cuirassats a partir de 1914

### Primera Guerra Mundial

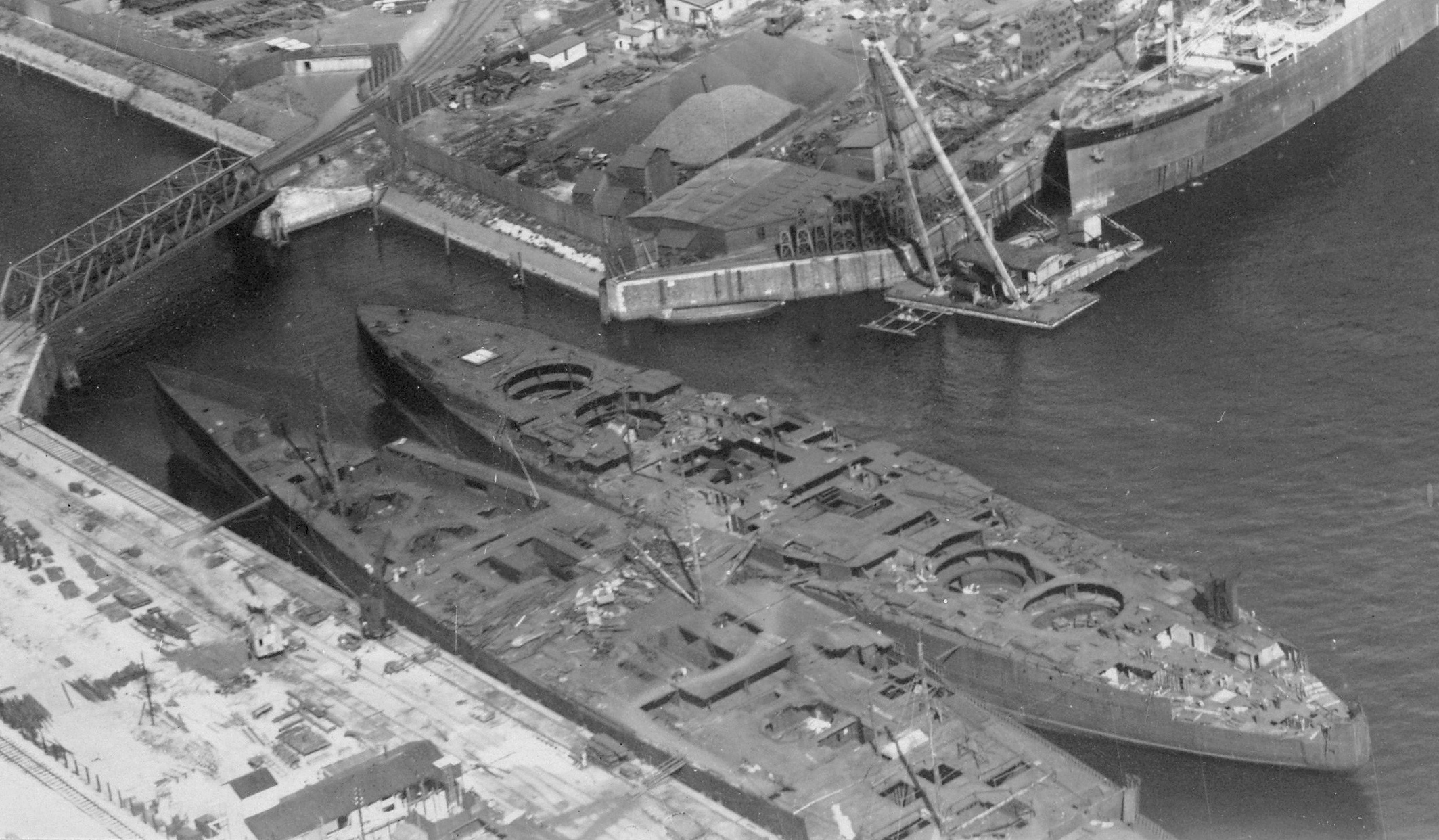
Württemberg (dreta) i el Prinz Eitel Friedrich no acabats a Hamburg després de la guerra, cap al 1920

L'esclat de la Primera Guerra Mundial va aturar en gran manera la carrera d'armaments dreadnought, ja que els fons i els recursos tècnics es van desviar cap a prioritats més urgents. Les foneries que produïen canons de cuirassat es dedicaven, en canvi, a la producció d'artilleria terrestre, i les drassanes es van inundar de comandes per a vaixells petits. Les potències navals més febles implicades en la Gran Guerra —França, Àustria-Hongria, Itàlia i Rússia— van suspendre completament els seus programes de cuirassats. El Regne Unit i Alemanya van continuar construint cuirassats i creuers de batalla però a un ritme reduït.
Al Regne Unit, Fisher va tornar al seu antic càrrec com a First Sea Lord; havia estat creat 1r Baró Fisher l'any 1909, prenent el lema Tem a Déu i no tinguis por. Això, combinat amb una moratòria del govern sobre la construcció de cuirassats, va significar un enfocament renovat en el creuer de batalla. Fisher va dimitir el 1915 després d'arguments sobre la Campanya de Gal·lípoli amb el Primer Lord de l'Almirallat, Winston Churchill.
Les unitats finals de les classes Revenge i Queen Elizabeth es van completar, tot i que els dos últims cuirassats de la classe Revenge van ser reordenats com a creuers de batalla del Renown. Fisher va seguir aquests vaixells amb l'encara més extrem Courageous; vaixells molt ràpids i fortament armats amb una mínima armadura de 3 polzades (76 mm), anomenats "grans creuers lleugers" per evitar una decisió del gabinet contra els nous vaixells capitals. La mania de Fisher per la velocitat va culminar amb el seu suggeriment pel HMS Incomparable, un gran creuer de batalla lleugerament blindat.
A Alemanya, dues unitats del Bayern de preguerra es van completar gradualment, però els altres dos posats en quilla encara estaven inacabats al final de la Guerra. Hindenburg, també va ser posat en quilla abans de l'inici de la guerra, es va acabar el 1917. El Mackensen, dissenyats entre 1914 i 1915, es van començar però mai es van acabar.

### Postguerra
Malgrat la pausa en la construcció de cuirassats durant la Guerra Mundial, els anys 1919-1922 van veure l'amenaça d'una renovada carrera armamentística naval entre el Regne Unit, el Japó i els EUA. La batalla de Jutlàndia va exercir una gran influència sobre els dissenys produïts en aquest període. Els primers vaixells que encaixen en aquesta imatge són els britànics Admiral creuer de batalla, dissenyat el 1916. Jutlàndia finalment va persuadir l'Almirallat que els creuers de batalla lleugerament blindats eren massa vulnerables i, per tant, el disseny final dels Almiralls incorporava un blindatge molt més gran, augmentant el desplaçament a 42.000 tones. La iniciativa de crear la nova carrera armamentista va ser de les marines japoneses i dels Estats Units. La Naval Appropriations Act of 1916 dels Estats Units va autoritzar la construcció de 156 vaixells nous, inclosos deu cuirassats i sis creuers de batalla. Per primera vegada, la Marina dels Estats Units amenaçava el lideratge global britànic. Aquest programa es va iniciar lentament (en part pel desig d'aprendre lliçons de Jutlàndia) i mai es va complir del tot. Els nous vaixells nord-americans (els cuirassats de la classe Colorado, els cuirassats de la classe South Dakota i Lexingtons), va ser un pas qualitatiu més enllà de les classes britàniques Queen Elizabeth i Admiral en muntar canons de 16 polzades.

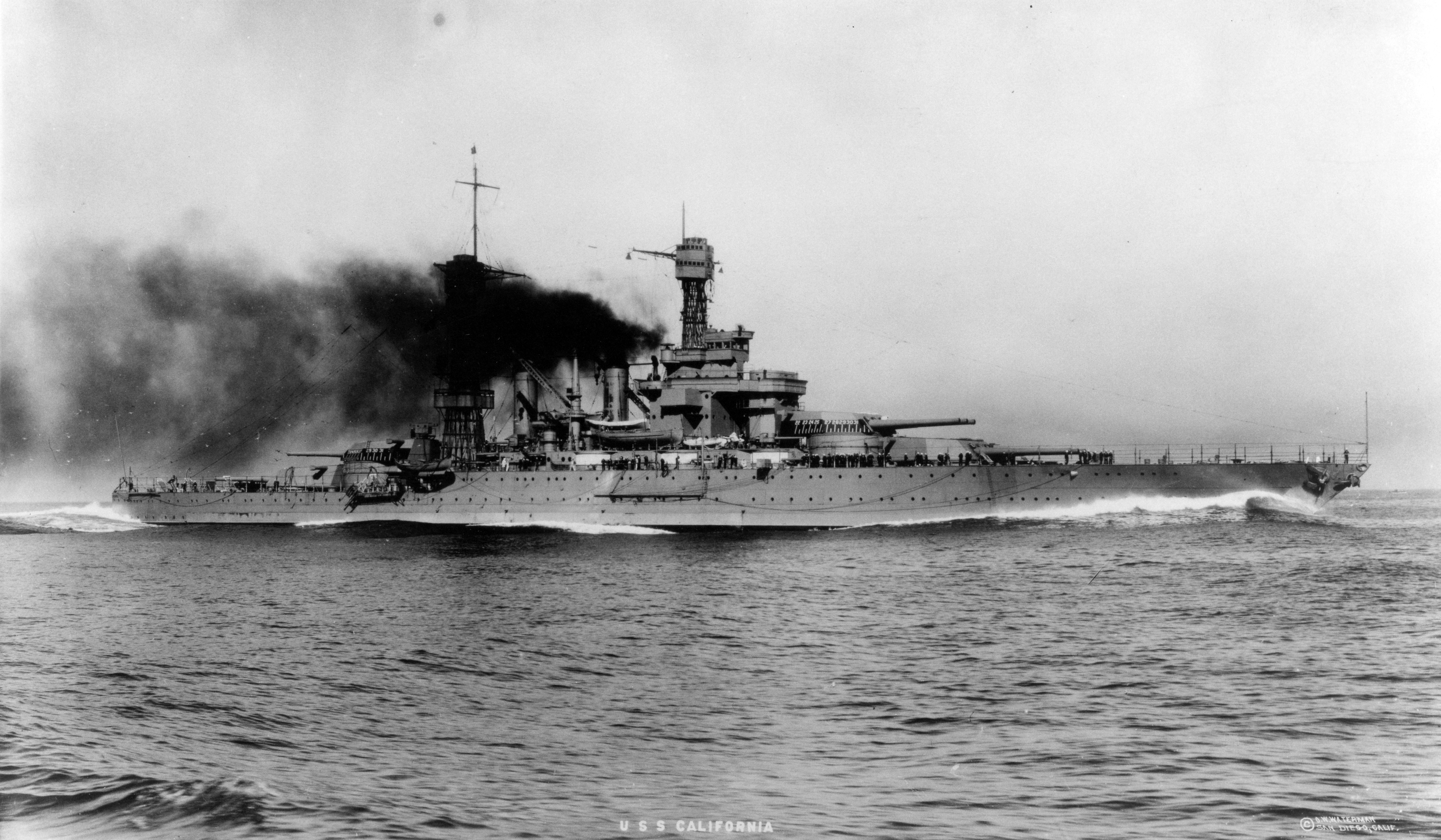
, un dels dos cuirassats, a tot vapor a gran velocitat el 1921

Al mateix temps, l'Armada Imperial Japonesa estava finalment obtenint l'autorització per a la seva 'flota de batalla de vuit-vuit'. La classe Nagato, autoritzada el 1916, portava vuit canons de 16 polzades com els seus homòlegs nord-americans. El projecte de llei naval de l'any següent autoritzava dos cuirassats més i dos creuers de batalla més. Els cuirassats, que es van convertir en el Tosa, havien de portar deu canons de 16 polzades. Els creuers de batalla, els Amagi, també portaven deu canons de 16 polzades i estaven dissenyats per ser capaços d'arribar a 30 nusos, capaços de vèncer tant els creuers de batalla de la classe Lexington de l'Almirall Britànic com de la Marina dels EUA.
Les coses van empitjorar el 1919 quan Woodrow Wilson va proposar una nova expansió de la Marina dels Estats Units, demanant fons per a deu cuirassats i sis creuers de batalla addicionals a més de la finalització del programa de 1916 (el South Dakota encara no començat). En resposta, la Dieta del Japó finalment va acceptar la finalització de la "flota de vuit-vuit", incorporant quatre cuirassats més. Aquests vaixells, el Kii desplaçaria 43.000 tones; el següent disseny, el cuirassat Número 13, hauria portat canons de 18 polzades (457 mm). L'Armada japonesa encara estava insatisfeta, demanant una flota de "vuit-vuit-vuit" amb 24 cuirassats i creuers de batalla moderns.
Els britànics, empobrits per la Primera Guerra Mundial, s'enfrontaven a la perspectiva de caure enrere dels Estats Units i el Japó. No s'havia començat cap vaixell des de la classe Admiral, i només d'aquests, el HMS Hood havia estat completat. Un pla de l'Almirallat del juny de 1919 va descriure una flota de postguerra amb 33 cuirassats i vuit creuers de batalla, que es podien construir i mantenir per 171 milions de lliures esterlines a l'any (aproximadament 8.030 milions de lliures actuals); només estaven disponibles 84 milions de lliures. L'Almirallat va exigir llavors, com a mínim absolut, vuit cuirassats més. Aquests haurien estat els creuers de batalla G3, amb canons de 16 polzades i alta velocitat, i els cuirassats de classe N3, amb canons de 18 polzades (457 mm). L armada alemanya era severament limitada pel Tractat de Versalles, els alemanys no van participar en aquesta competició de construcció naval a tres bandes. La major part de la flota alemanya dreadnought va ser enfonsada a Scapa Flow per les seves tripulacions el 1919; la resta es van lliurar com a premis de guerra.
Les principals potències navals van evitar els costosos programes d'expansió pel Tractat Naval de Washington el 1922. El Tractat va establir una llista de vaixells, incloent la majoria dels dreadnoughts més antics i gairebé tots els vaixells més nous en construcció, que havien de ser desballestats o d'una altra manera quedar fora d'ús. A més, va declarar unes «vacances de construcció» durant la qual no s'havien d'establir nous cuirassats o creuers de batalla, llevat de la classe Nelson britànica. Els vaixells que van sobreviure al tractat, inclosos els super-dreadnoughts més moderns de les tres marines, van formar la major part de la força dels vaixells capitals internacionals durant les dècades de 1920 i 1930 i, amb una certa modernització, fins a la Segona Guerra Mundial. Els vaixells construïts segons els termes del Tractat de Washington (i posteriorment els Tractats de Londres el 1930 i el 1936) per substituir els vaixells obsolets eren coneguts com a cuirassats del tractat.
A partir d'aquest moment, el terme "dreadnought" va ser menys utilitzat. La majoria dels cuirassats anteriors al dreadnought van ser desballestats o huscat després de la Primera Guerra Mundial, així que el terme "dreadnought" es va fer menys necessari.